# Marine austro-hongroise
La Marine de guerre impériale et royale (en allemand : kaiserliche und königliche Kriegsmarine  souvent désignée par son abréviation K.u.K. Kriegsmarine, en hongrois : Császári és Királyi Haditengerészet), plus généralement nommée la Marine austro-hongroise, était la force navale de l'Autriche-Hongrie. À l'origine flottille marchande basée en mer Adriatique, elle évolua progressivement en une marine de guerre capable d'opérer à l'échelle mondiale. Elle comprenait aussi une marine fluviale, destinée à la surveillance du Danube (en allemand : Donauflottille) et fut l'une des premières marines au monde à recourir avec succès aux hydravions. Ses navires utilisaient le sigle SMS pour Seiner Majestät Schiff, qui signifie « le navire de sa majesté ».
Fondée en 1786 par l'empereur du Saint-Empire Joseph II afin de protéger les intérêts maritimes des Habsbourg dans la mer Adriatique, elle hérita à la suite du traité de Campo-Formio en 1797 de la flotte de la république de Venise (qui fournira pendant un demi-siècle l'essentiel du contingent naval autrichien), si bien qu'elle fut appelée la Marine austro-vénitienne (en allemand : Österreichisch-Venezianische Marine). Si les guerres napoléoniennes marquèrent un coup d'arrêt à son développement, la longue période de paix qui s'ensuivit fut profitable à la marine autrichienne puisque cette dernière effectua en 1817 son premier voyage d'exploration dans le cadre d'une expédition scientifique vers le Brésil. Les années suivantes furent marquées par le développement de la flotte marchande, comme en 1833 grâce à la fondation du Lloyds autrichien qui devint la plus grosse compagnie maritime impériale.
Par la suite, les événements de 1848 (et plus généralement la menace du Risorgimento) convainquirent Vienne de la nécessité de mener non seulement une politique de germanisation du personnel de la Kriegsmarine, mais aussi de ne pas abandonner le contrôle de la mer Adriatique au royaume d'Italie en cours de formation. La nomination en 1854 de l'archiduc Ferdinand Maximilien comme Oberkommandant der Marine marqua le début d'une ère de prospérité et de modernisation de la flotte. En 1857 est organisée l'expédition du Novara, la plus importante jamais menée par l'Autriche. Parallèlement, les derniers progrès techniques convainquirent les autorités autrichiennes de s'engager dans une course à l'armement avec la Regia Marina (alors en pleine expansion) dès le début des années 1860. Mais les efforts autrichiens furent mis à mal par la guerre austro-prussienne de 1866. Confrontée aux ambitions expansionnistes de ses voisins, l'Autriche fut contrainte de mener une guerre sur deux fronts, notamment en mer Adriatique face à une marine italienne en théorie bien plus puissante. Cela n'empêcha pas la Kriegsmarine de remporter une brillante victoire à la bataille de Lissa grâce au génie tactique de Wilhelm von Tegetthoff. Malgré tout, la défaite qui s'ensuivit affaiblit non seulement le leadership de François-Joseph, mais aussi les finances impériales.
En 1867, le compromis austro-hongrois fut entre autres l'occasion de rebaptiser les institutions militaires, et c'est ainsi que la « Marine impériale autrichienne » devint la « Marine de guerre impériale et royale » au sein de la K.u.k. Armee. Elle mena une ultime expédition scientifique au pôle Nord en 1872, et ne participa dès lors plus guère qu'à des conflits isolés (notamment la révolte des Boxers) jusqu'au déclenchement de la Première Guerre mondiale. La Grande Guerre mit en lumière la vulnérabilité de la marine austro-hongroise face à des flottes plus puissantes et modernes, aussi resta-t-elle enfermée dans la mer Adriatique tout au long du conflit. Néanmoins, les tactiques de guérilla qu'elle mena (notamment via le recours aux U-Boot) lui permirent de rencontrer quelques succès indéniables. Mais la défaite de l'Autriche-Hongrie à l'issue de la Première Guerre mondiale entraîna avec elle la disparition pure et simple de la k.u.k. Kriegsmarine. Victime des appétits des vainqueurs, elle fut contrainte de leur céder la quasi-totalité des navires de guerre en sa possession, dont la plupart furent démantelés au début des années 1920.
Longtemps cantonnée à un rôle de simple flottille marchande et négligée par le pouvoir central de Vienne, la k.u.k. Kriegsmarine parvint après bien des vicissitudes à s'imposer comme une marine de guerre crédible à partir de la seconde moitié du XIXe siècle, période pendant laquelle elle fut enfin capable de se projeter hors de ses bases de la mer Adriatique. Néanmoins, malgré un réel renforcement de ses capacités navales qui lui permirent notamment de mener à bien un certain nombre d'expéditions tant civiles que militaires autour du monde, la k.u.k. Kriegsmarine ne fut jamais vraiment en mesure de rivaliser avec les flottes des autres puissances européennes. Le faible budget alloué pour la modernisation de la marine vieillissante, une chaîne de commandement complexe et une doctrine militaire peu tournée vers le contrôle de la mer ne firent que renforcer son déclin. Généralement inconnue du grand public, la marine austro-hongroise n'en légua pas moins un héritage historique et militaire substantiel.

## Histoire

### Prélude à la marine autrichienne

#### Héritage du duché de Carniole (1382)

Le Duché de Carniole offrit à l'Autriche un débouché sur la mer Adriatique.

On peut raisonnablement affirmer que le prélude à la création de la force navale autrichienne remonte à la fin du XIVe siècle au traité de Neuberg de 1379, lorsque ce qui fut alors le duché d'Autriche hérita du duché de Carniole, territoire lui ouvrant un accès à la mer Adriatique. Néanmoins, la cité portuaire de Trieste était toujours à ce moment-là revendiquée par la république de Venise, en pleine guerre de Chioggia contre la république de Gênes. Bien que victorieuse, ce n'est qu'après le traité de Turin de 1381 que Venise, financièrement épuisée, finit par renoncer à ses revendications dans la région, et la ville de Trieste en profita pour plébisciter auprès de Léopold III son rattachement effectif au duché d'Autriche. Un traité fut alors signé au château de Graz le 30 septembre 1382 et la cité portuaire devint officiellement une possession des Habsbourg. Au cours des siècles qui suivirent, les Habsbourg durent composer avec la menace d'une invasion ottomane de grande ampleur. À cette occasion, les Autrichiens utilisèrent la défense naturelle que représentait le Danube, et y employèrent pour la première fois des navires fluviaux (notamment pour le transport de troupes). Cette tactique s'avéra efficace puisque les Ottomans ne purent jamais prendre le contrôle du fleuve. Durant les décennies qui suivirent, l'Autriche accorda fort peu d'importance au développement d'une marine marchande, aussi ne prit-elle pas conscience du potentiel en la matière que représentait Trieste. En outre, sa sécurité était négligée et la ville fut pour ainsi dire sans défenses contre les attaques pirates. Ces déficiences se vérifièrent notamment au début du XVIIIe siècle pendant la guerre de Succession d'Espagne, lorsque la flotte du royaume de France en profita pour bombarder le port de Trieste, laissé sans aucune protection. La fin du conflit et les traités d'Utrecht de 1713 permettent cependant aux Habsbourg d'ajouter les Pays-Bas méridionaux à la liste de leurs possessions personnelles. L'Autriche commença alors tout juste à prendre conscience des avantages qu'elle pourrait tirer du développement d'une marine marchande, notamment dans le contexte colonial qu'était celui du début du XVIIIe siècle.

#### La flotte fluviale

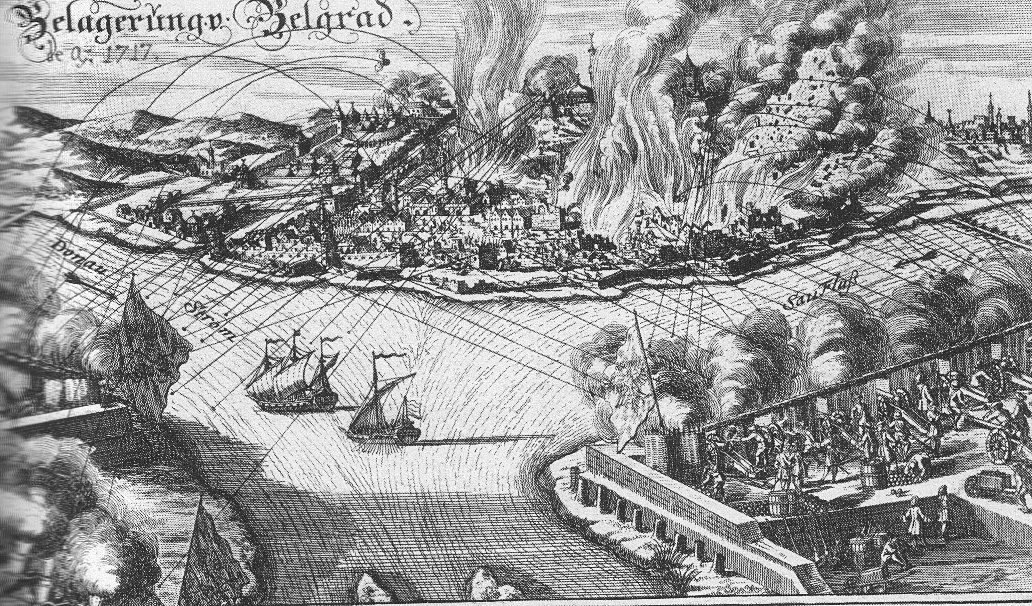
Le siège de Belgrade en 1717, gravure allemande anonyme.

Pendant les guerres austro-turques, la monarchie de Habsbourg entretient des flottilles fluviales sur le Danube. Pendant le siège de Belgrade de 1717, l'empereur fait venir 4 750 marins et soldats des Pays-Bas autrichiens.

#### La Compagnie d'Ostende (1722)

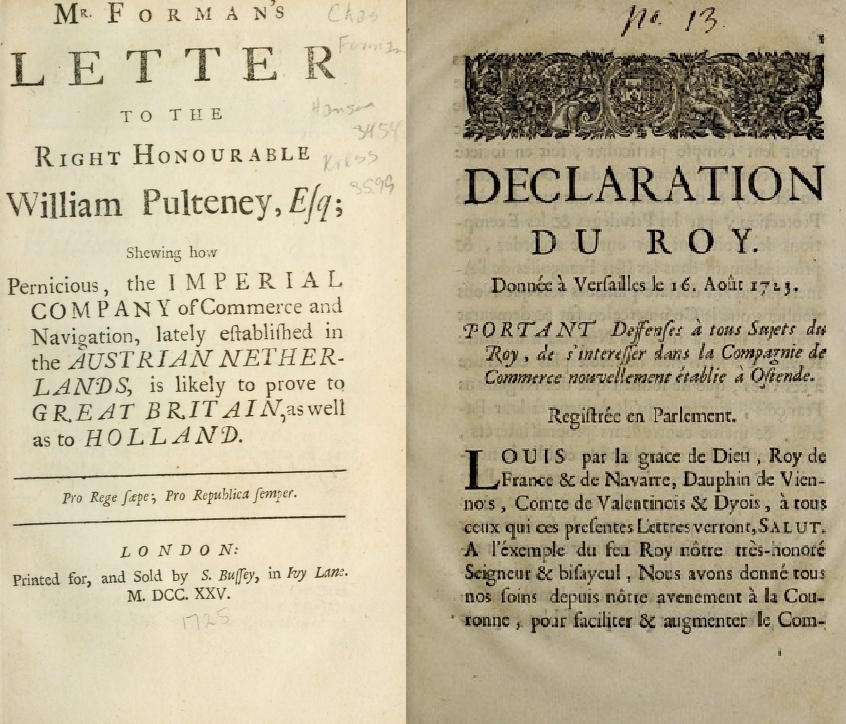
La dénonciation de la "pernicieuse" Compagnie d'Ostende, accusée de concurrence déloyale.

Les gains territoriaux obtenus par la monarchie de Habsbourg à l'issue de la guerre de Succession d'Espagne lui permirent de bénéficier d'installations portuaires idéales pour le commerce maritime telles que Anvers, Gand, Bruges ou encore Ostende. Alors que, depuis le début du XVIIe siècle, les puissances coloniales européennes tiraient de juteux profits de leurs comptoirs commerciaux localisés en Chine et en Inde, la politique autrichienne en la matière était bien plus attentiste. Néanmoins, la situation évolua lorsqu'en décembre 1722, l'empereur Charles VI répondit aux doléances des principaux commerçants flamands et propriétaires de navires de la ville de Ostende (qui désiraient établir des lignes commerciales directes vers les Indes), et donna le droit à ce qui fut dès lors appelée la Compagnie d'Ostende de commercer avec les Indes orientales ainsi que le continent africain. Pendant une dizaine d'années, cette compagnie commerciale engrangea des profits considérables, si bien qu'elle eut un impact sur la Compagnie britannique des Indes orientales. Cependant, cela n'était pas du goût de la Grande-Bretagne qui fit pression pour que cessent les activités de la Compagnie d'Ostende. Charles VI, qui désirait obtenir leur reconnaissance de la Pragmatique Sanction, n'eut guère le choix et mit fin aux activités de la Compagnie en 1731.

#### La Compagnie autrichienne des Indes orientales (1775)
La dissolution de la Compagnie d'Ostende ne marqua pas pour autant la fin de l'aventure autrichienne sur le continent asiatique. En effet, en 1775, un marchand indépendant d'origine hollandaise, William Bolts, offrit ses services au gouvernement impérial de Vienne, mettant en avant la proposition de rétablir le commerce autrichien vers l'Inde depuis le port de Trieste. Présentée lors d'une conférence à Vienne le 10 mai 1775, elle est acceptée par le gouvernement de l'impératrice Marie-Thérèse. William Bolts obtient une lettre de naturalité, prêta serment le 15 mai 1775 et, sous l'égide de la Compagnie autrichienne des Indes orientales, s'employa à établir des comptoirs commerciaux à divers endroits du globe tels que la Côte de Malabar, la Baie de Maputo ou encore les Îles Nicobar. Ces tentatives autrichiennes d'établir des colonies échouèrent une nouvelle fois sous la pression du Portugal ainsi que du Danemark-Norvège. Le contexte était bien sûr délicat pour l'Autriche qui se remettait alors à peine de deux conflits majeurs en Europe continentale, aussi ne désirait-elle détériorer davantage ses relations diplomatiques avec ses voisins européens. Enfin, outre l'état de ses finances qui la dissuada d'investir plus que de ne raison, elle préférait laisser le coût de la maintenance des navires à ses deux principaux ports, Trieste et Fiume.

### Marine austro-vénitienne

Pavillon naval civil de l'Empire d'Autriche de 1786 à 1869.

Pavillon naval civil de l'Autriche-Hongrie de 1869 à 1918.

#### La «première marine de Trieste» (1786-1797)
Jusqu'à présent, la marine marchande autrichienne était une proie idéale pour les raids barbaresques, un fait particulièrement vérifié pendant la guerre de Sept Ans. Le commerce maritime de l'Autriche fut si gravement affecté qu'elle n'eut d'autre choix que de recourir à des vaisseaux marchands d'origine étrangère. Certaines personnalités telles que le comte de Konitz prirent conscience de la nécessité de bâtir une force de défense et œuvrèrent en ce sens, mais toute l'attention des autorités autrichiennes était focalisée sur la menace prussienne, jugée à raison bien plus sérieuse. De fait, il fallut attendre la fin du XVIIIe siècle avant que l'Autriche ne commence à se doter d'un début de flotte. En 1786, l'empereur Joseph II du Saint-Empire romain décida d'acheter à Ostende deux navires armés de 20 canons chacun, puis les envoya à Trieste pour aider la ville côtière à se défendre contre les incursions ottomanes et pirates. Par ailleurs, le 20 mars 1786, l'empereur dota la toute jeune "flotte" autrichienne d'un nouveau pavillon (allemand : Marineflagge) rouge - blanc - rouge basé sur les couleurs de l'archiduché d'Autriche et destiné à remplacer le pavillon noir et jaune des Habsbourg, alors en dotation jusqu'à présent. À ce moment-là, la "marine" autrichienne se résumait à deux cotres ainsi que quelques navires marchands faiblement armés.

#### Le traité de Campo-Formio (1797)

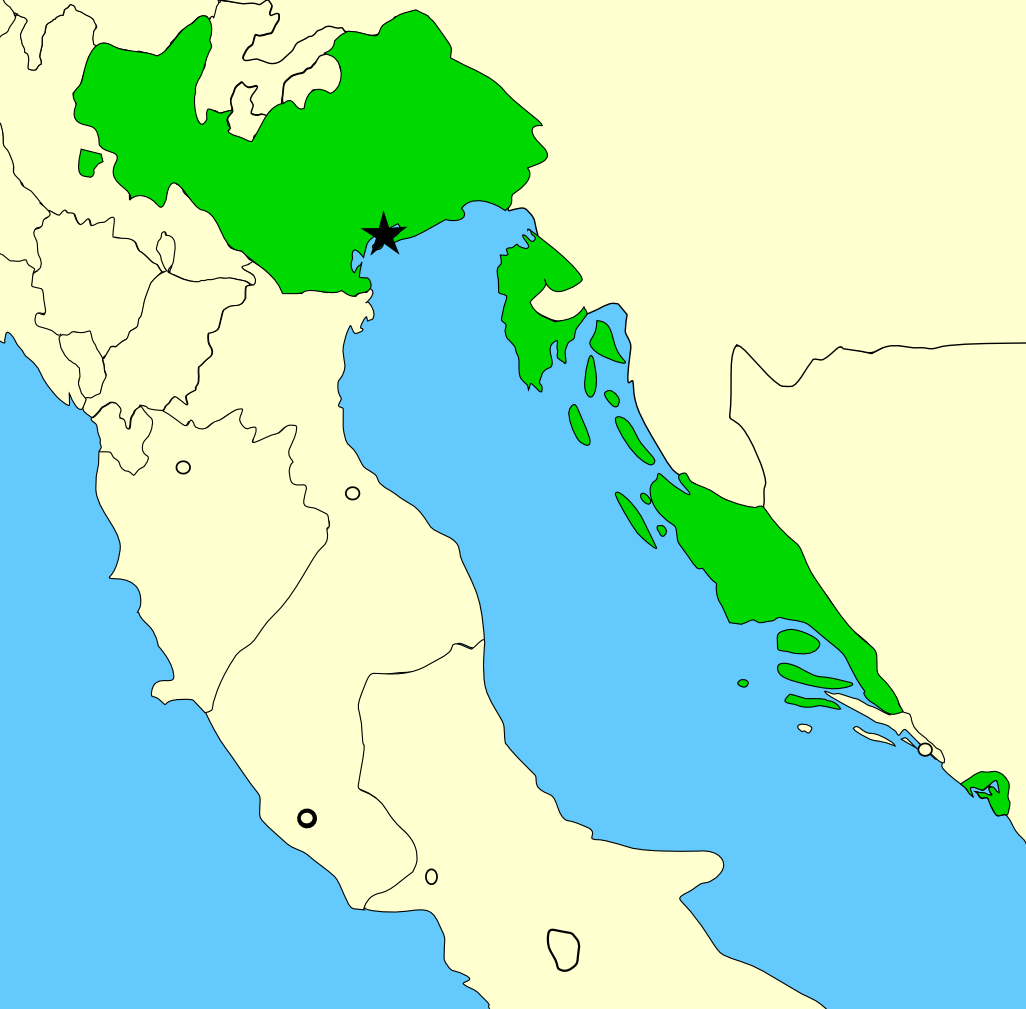
La république de Venise en 1796, juste avant qu'elle ne devienne une possession autrichienne.

La situation changea brusquement lorsqu'éclata la Révolution française en 1789. La guerre qui s'ensuivit entre la France et la monarchie de Habsbourg déboucha sur le traité de Campo-Formio en 1797. Ce dernier, en plus de mettre un point final à la Première coalition, permit à l'Autriche de s'approprier Venise, l'Istrie, la Dalmatie ainsi que la baie de Kvarner. Les Autrichiens purent ainsi mettre la main sur la flotte vénitienne (jusqu'à 37 navires de guerre supplémentaires) et utiliser la cité portuaire comme principale base navale pour ce qui fut dès lors la toute nouvelle marine austro-vénitienne. Dans les faits, même si cette dernière devint la seule flotte d'importance en mer Adriatique, elle était encore loin de constituer une marine de guerre au regard des standards de l'époque, seuls quelques navires de petite taille étant armés pour le service actif. Elle pouvait certes défendre les intérêts maritimes autrichiens dans l'Adriatique, mais en aucun cas l'Autriche ne pouvait prétendre à une quelconque domination navale en mer Méditerranée. Le gros de la marine étant constitué de vaisseaux et de personnels vénitiens, la plupart des officiers autrichiens étaient d'origine italienne voire espagnole, au point que l'italien restera la principale langue du corps des officiers et des équipages pendant un demi-siècle.
En 1801, l'archiduc Charles-Louis fut chargé de réformer l'armée et la marine et nomma au poste de chef du nouveau bureau de la Marine un Français de son entourage, le comte Folliot de Crenneville, tandis que le commandement de la flotte échut à un autre Français, Joseph de L’Espine, qui servait dans la marine autrichienne depuis 1797. Charles préconisa en mars 1802 la création de l'École des Cadets de la Marine à Venise (italien : Scuola dei cadetti di marina) afin de former le personnel navigant et de les préparer à servir au sein de la marine. Près d'un demi-siècle plus tard, en 1848, cette école sera transférée à la base navale de Trieste en raison des troubles révolutionnaires qui secoueront la monarchie autrichienne. À cette occasion et afin de gommer tout héritage de l'époque vénitienne, l'École des Cadets sera renommée "Académie navale impériale et royale" (allemand : k.u.k. Marine-Akademie). Grâce au soutien de Charles, la marine fut autorisée à armer huit frégates, quatre bricks, quatre goélettes et une quarantaine de canonnières ; cependant, la signature du traité d'Amiens en mars 1802 entraina une coupe dans ses budgets, et en 1803 elle n'alignait que trois frégates, une corvette et quatre bricks.
En avril 1803, le sultan du Maroc ayant attaqué des navires marchands, la flotte lança sa première expédition hors de l'Adriatique et envoya deux bricks vers les côtes marocaines ; cependant la faiblesse de l'escadre ne lui permit pas de faire plus que de patrouiller le long des côtes et de montrer son pavillon tandis que les négociations étaient en cours. Ces navires ne regagnèrent l'Autriche qu'en 1805.

#### Les guerres napoléoniennes: la «seconde marine de Trieste» (1806-1809) et la perte du littoral

L'Autriche en 1812, sans accès à la mer.

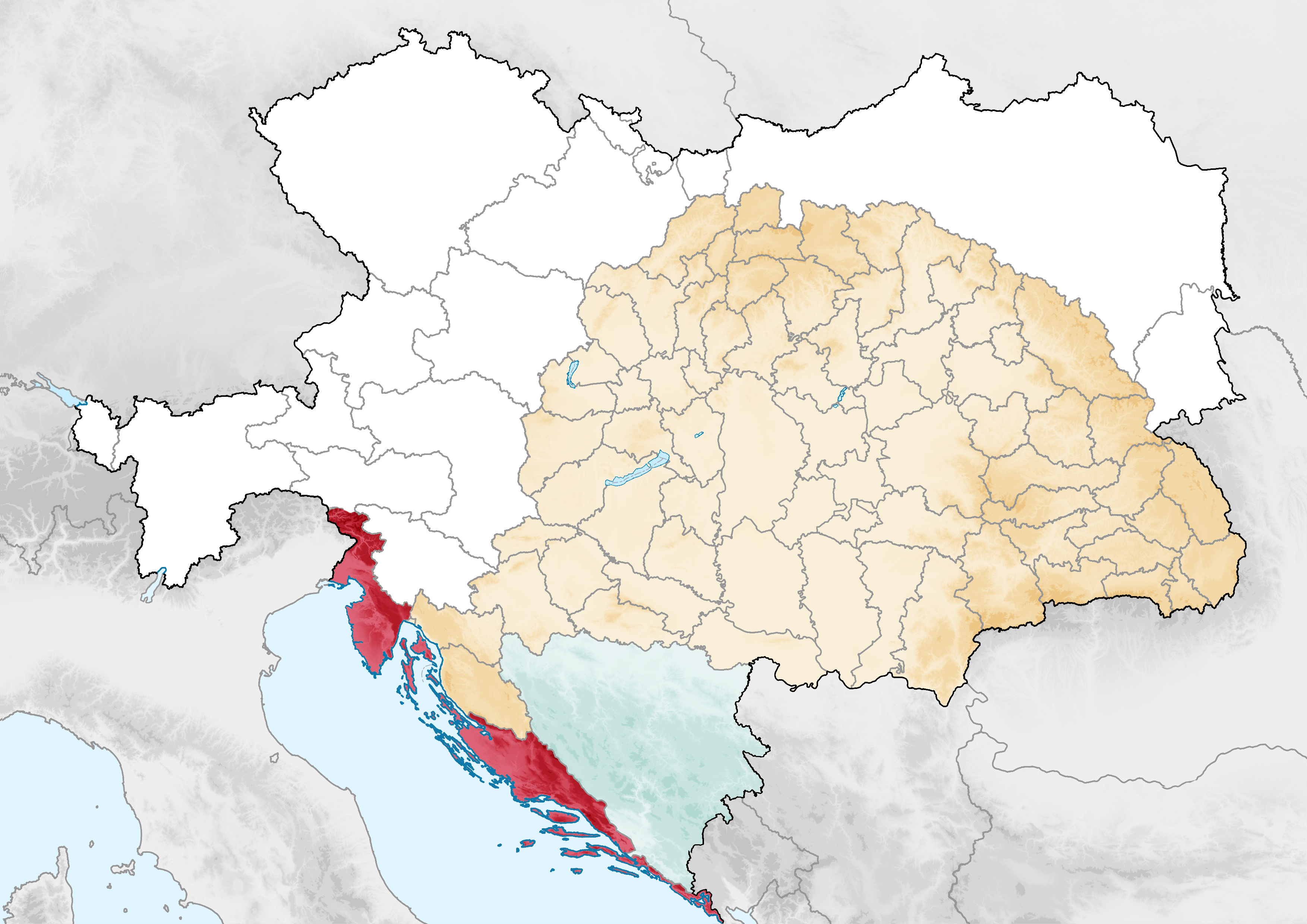
Littoral de l'Autriche-Hongrie (1867-1918) : côtes autrichiennes, croates, dalmates et bosniennes de la mer Adriatique.

En 1805, la guerre de la Troisième Coalition marqua d'une certaine façon un tournant pour la Kriegsmarine : après l'humiliante défaite subie par l'Autriche à Austerlitz, le traité de Presbourg obligea l'Autriche à renoncer à Venise et à une partie de la flotte ; le personnel d'origine vénitienne eut le choix de prendre sa retraite ou de rejoindre la nouvelle marine royale italienne, la majorité choisissant la seconde option. Les navires et le personnel restant furent relocalisés à Trieste, d'où le surnom de « seconde marine de Trieste » donné à cette force.
En 1809, l'Autriche, désireuse de prendre sa revanche en profitant des difficultés de Napoléon en Espagne, attaque à nouveau le Premier Empire par surprise dans le cadre de la Cinquième Coalition. Malgré quelques succès initiaux, l'issue de la confrontation se solde par un nouveau désastre à la bataille de Wagram. Dans une situation désespérée et forcés de demander la paix, les Autrichiens se virent imposer les très dures conditions du traité de Schönbrunn, dont notamment la perte de l'ensemble des territoires côtiers et, donc, de tout accès à la mer Adriatique. Ces territoires formèrent les provinces Illyriennes et furent annexés par l'Empire français. Par conséquent, la totalité de la marine autrichienne fut cédée aux Français entre 1809 et 1814.
Ce n'est qu'après le congrès de Vienne en 1814 que l'empire d'Autriche récupéra les territoires perdus ainsi que sa marine militaire, via la création du royaume d'Illyrie. Si les Autrichiens durent renoncer à certaines de leurs anciennes possessions, ils purent néanmoins prendre le contrôle du nord de l'Italie en établissement le royaume de Lombardie-Vénétie et récupérer les navires laissés sur place à Venise.

#### Organisation de la marine

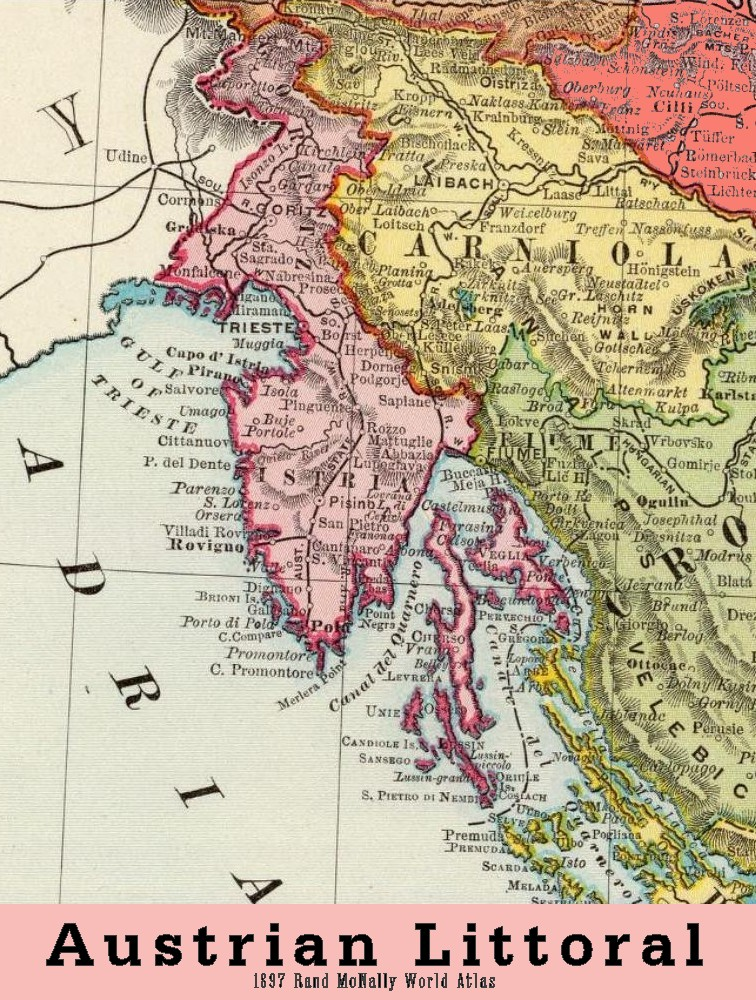
Le Littoral autrichien, Rand McNally, World Atlas, 1897.

Les navires récupérés en 1814 (quatre vaisseaux de ligne plus six en construction, trois frégates plus cinq en construction, plus d'une douzaine de bricks et ainsi que d'autres navires plus petits) étaient de construction récente, mais considérés comme trop nombreux pour les besoins de l'empire, dont les finances étaient par ailleurs mal en point, aussi le gouvernement chercha-t-il rapidement à vendre les plus grosses unités.
En février 1816 l'empereur promulgua un décret fixant l'effectif de la flotte à cinq bricks en service actif, plus deux frégates et trois bricks désarmés en réserve. L'intervention du nouveau président du Conseil de guerre, le prince Schwarzenberg, détermina cependant l'empereur à modifier sa position et à promulguer en janvier 1817 un nouveau décret selon lequel la flotte serait autorisée à posséder deux frégates et huit bricks avec une troisième frégate en réserve.

#### Vicissitudes de la vente des navires
En dépit de leurs démarches auprès de nombreux acheteurs potentiels (Danemark, Grande-Bretagne, Espagne, Hollande, Portugal, États-Unis, Sardaigne-Piémont, États papaux, Égypte), les autorités autrichiennes connurent de grosses difficultés pour vendre les grosses unités en surplus.
Dès avril 1814, Metternich entama des pourparlers avec le Danemark à propos de 3 vaisseaux de ligne et d'une frégate, acceptant même l'envoi d'un troupeau de chevaux de cavalerie en guise de paiement partiel, mais ce projet échoua au congrès de Vienne.
Les obstacles venaient notamment de la réduction générale des budgets militaires en Europe après des années de guerre, ainsi que du fait que la plupart des navires étaient inachevés : les terminer aurait nécessité de gros investissements de la part de l'Autriche (trois fois le budget total de la marine pour les 6 vaisseaux), tandis que les clients potentiels voulaient des navires en état de naviguer. Par ailleurs des considérations politiques empêchèrent par la suite certaines transactions, Metternich craignant que ces navires ne tombent aux mains de révolutionnaires. Enfin, à partir de 1820, les besoins accrus de la flotte firent ajourner provisoirement des projets de vente ; ces derniers reprirent cependant rapidement après la fin des opérations de 1821 en Italie, qui avaient aggravé la situation des finances.
En fin de compte aucun des grands navires ne fut vendu.
À l'automne 1814 un incendie à l'arsenal de Venise détruisit deux des quatre vaisseaux de ligne. Au cours des années qui suivirent, trois des six vaisseaux en construction furent mis au rebut en raison de leur mauvais état (les chantiers navals n'étaient pas couverts et exposés aux éléments), puis à nouveau un en 1822 et les deux derniers en 1825. Les deux vaisseaux restant furent transformés en frégates mais seul le Severo, devenu la Bellona, prit la mer et participa au service actif mais pour quelques années seulement (il fut inapte dès 1830 et démoli peu après) ; le second navire ne quitta jamais la lagune. Les frégates inachevées furent très progressivement terminées et intégrèrent la flotte avec succès, la dernière en 1832 soit une vingtaine d'années après le début de sa construction.

#### Expéditions transocéaniques: Brésil (1817–1835) et Chine (1820-22)

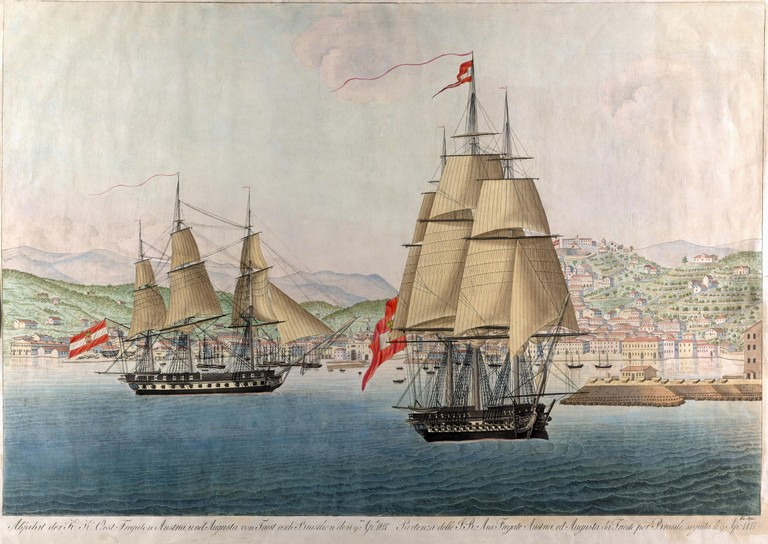
Les frégates Augusta et Austria au port de Trieste, juste avant le voyage vers le Brésil.

La période post-napoléonienne marqua un renouveau de la Kriegsmarine, en particulier d'un point de vue scientifique et culturel.
En 1817, l'union entre Pierre Ier du Brésil et l'archiduchesse Marie-Léopoldine d'Autriche fut l'occasion pour la marine autrichienne de s'aventurer loin de ses bases pour la première fois de son existence. Sous l'égide de Klemens von Metternich, les Autrichiens décidèrent de financer et d'organiser une expédition scientifique vers le Brésil. Cette décision peut paraître surprenante mais il convient de rappeler qu'en ce début du XIXe siècle, si la plupart des nobles voyaient en ces lointains voyages l'occasion de gagner du prestige, les scientifiques et chercheurs, eux, poursuivaient des objectifs plus professionnels et saisissaient l'opportunité d'approfondir leurs connaissances. L'expédition avait pour objectif une meilleure compréhension de la zoologie, de la biologie et de l'ethnographie du Brésil. L'expédition partit de Trieste le 9 avril 1817 à bord de deux frégates, les SMS Austria et Augusta. Les navires essuyèrent une tempête au bout de deux jours et durent rester à quai dans différents ports pour réparations. Le SMS Austria fut le premier à arriver à Rio de Janeiro le 14 juin. Le SMS Augusta n'arriva que quelques mois plus tard, le 4 novembre, escorté de deux navires portugais avec à son bord l'archiduchesse Marie-Léopoldine. En juin 1818, les frégates chargées de découvertes exotiques retournèrent en Europe. Certains membres de l'expédition décidèrent de leur propre chef de rester plusieurs années au Brésil afin d'approfondir leurs recherches. Ce n'est qu'en septembre 1835 que le dernier chercheur quitta l'Amérique du Sud, après 18 années de recherches.
Parallèlement à l'expédition, le commerce maritime autrichien connut une rapide croissance à partir du début des années 1820, et la marine de guerre, quant à elle, était toujours en pleine restructuration après les pertes subies quelques années plus tôt[Lesquelles ?]. Il convient de rappeler que le contexte des années 1820 était notamment marqué par la guerre d'indépendance grecque, et les attaques de pirates étaient monnaie courante dans toute la Méditerranée. Afin de protéger la flotte marchande, la Kriegsmarine fut contrainte d'engager les vaisseaux corsaires et arabes qui s'en prenaient aux navires autrichiens.
Peu après le retour des frégates du Brésil, la frégate désarmée Carolina fut envoyée pour un voyage commercial en Chine ; il s'agissait de la première opération de ce type depuis la faillite de la Compagnie autrichienne des Indes orientales au milieu des années 1780. Le navire partit de Trieste en septembre 1820 sous le commandement du capitaine Seraphim von Poltl, le premier germanophone à avoir atteint ce grade dans la marine autrichienne. Le navire était chargé de marchandises pour une valeur d'un demi-million de florins, comprenant quatre tonnes de mercure, le matériau le plus « exotique » produit par l'Autriche. Après des escales à Rio de Janeiro, Le Cap et Singapour, le navire arriva en vue de Canton après onze mois de voyage mais ne put entrer dans le port car son pavillon (adopté en 1787) ne fut pas reconnu par les autorités chinoises ; Poltl dut ainsi hisser l'ancien pavillon des Habsbourg. Le navire arriva à Trieste en juin 1822 ; le succès de la mission fut assombri par une épidémie de choléra qui décima l'équipage, dont le capitaine Poltl en mai.

#### Difficultés au cours des révolutions italiennes (1820-1821) et tournée d'inspection de Crenneville (fin 1822)
Les faiblesses de la marine autrichienne se révélèrent au cours des opérations menées par l'Autriche en Italie pour réprimer les révolutions libérales qui agitèrent l'Italie dans les années 1820-1821, ce qui provoqua une modification de l'attitude du gouvernement vis-à-vis de la marine et inaugura une période de gros investissements.
Dès septembre 1820 l'empereur François ordonna la préparation d'une escadre destinée à participer aux opérations menées contre le royaume de Naples en appuyant les troupes terrestres ; le commandement en fut confié à Nicolò Pasqualigo (it), l'officier le plus prestigieux, mais la mort inattendue de ce dernier en janvier 1821 plongea le gouvernement dans l'embarras. Le président du Hofkriegsrat, Bellegarde, confia le soin de proposer une liste de commandants à un membre de son administration expert en questions navales, le marquis Paulucci. Les officiers les plus haut gradés étant trop âgés, les seuls candidats disponibles étaient deux Vénitiens, S. Dandolo et A. Armeni ; ne voulant pas ne proposer que des Vénitiens, Bellegarde aouta le nom de Paulucci à la liste transmise à François au congrès de Laybach. Fin janvier, l'empereur choisit ce dernier, ce qui constituait un affront pour les Vénitiens. L'expédition se mit en route en février comme prévu ; Paulucci ayant rejoint son escadre à Ancone, fit voile vers le sud avec deux frégates, quatre bricks ainsi que plusieurs goélettes et autres navires dont quatre transports, afin de contourner la péninsule italienne et de se rendre à Naples. Cependant la marine napolitaine avait elle aussi envoyé une escadre dans l'Adriatique, forte d'un vaisseau de ligne et deux frégates, ce qui obligea Paulucci à se placer dans une position défensive dans la base de Lissa et l'empêcha de poursuivre sa route. Des mesures furent alors prises dans l'urgence en vue d'armer une seconde escadre, comprenant certains des navires de ligne ancrés à Venise. Alors que la rapide victoire autrichienne sur terre permit la levée du blocus de Lissa, la nouvelle d'une révolution dans le Piémont les 9-10 mars provoqua une nouvelle panique à Vienne, et les projets d'armement des deux navires de ligne furent à nouveau d'actualité, la flotte sardo-piémontaise étant de force respectable. A nouveau, la rapide résolution du conflit sur terre fit que la marine ne fut finalement pas impliquée, cependant ces événements avaient mis en lumière l'incapacité de cette dernière à faire face à ce type de conflit. L'émergence d'une nouvelle menace dans le Levant avec l'éclatement de la révolution grecque en avril 1821 mit à nouveau la flotte sous tension, avec l'envoi en juillet de la frégate Lipsia et trois autres navires, rejoints début 1822 par l'Austria et trois autres navires, puis le renforcement de cette flottille jusqu'à atteindre vingt-deux navires. Parallèlement une escadre était stationnée à Naples afin d'appuyer les forces d'occupation et de soutien aux régimes autoritaires patronnés par l'Autriche.
Devant ce développement des activités de la marine contrastant avec ses problèmes matériels, et avant toute révision du décret impérial de 1817, une tournée d'inspection fut confiée au comte Folliot de Crenneville. La précédente inspection de Paulucci ayant déjà effectué un certain nombre de réformes, Crenneville était principalement chargé de s'occuper des problèmes de matériel.
L'état de la flotte à la fin de 1822 était en effet peu brillant : la frégate Carolina âgée de 14 ans revenait d'un voyage de deux ans en Chine, les frégates Lipsia, Austria et Augusta bien que plus récentes (lancées en 1814 et 1815) étaient déjà presque hors d'usage (notamment après les avaries subies lors de l'expédition au Brésil) ce qui faisait de l'Ebe (lancée en 1821) la seule frégate réellement en état de naviguer, et le nombre de bricks était tombé à cinq.
Afin de remédier à cette situation Crenneville devait en particulier juger de la faisabilité d'une proposition de Paulucci de convertir les deux vaisseaux de ligne en frégates de 56 canons, inspecter les avaries de la frégate Carolina, examiner l'état des navires toujours en chantier à l'arsenal de Venise, et faire des recommandations sur le nombre de navires nécessaires pour mener les missions incombant à la marine. Pour compliquer la situation, les projets de vente des navires soutenue par une partie des membres du gouvernement avaient été repris après la fin des opérations en Italie : un marchand de Trieste, soutenu par Salomon Rothschild, fit ainsi une offre de 6 millions de florins pour l'ensemble des navires de ligne et des frégates à flot (hormis l'Ebe).
À l'issue de son « audit » qui se déroula en novembre et décembre 1822, Crenneville formula des propositions ambitieuses, bien au-delà de ce qu'était prêt à envisager le gouvernement autrichien : ayant approuvé la conversion des vaisseaux déjà à flot, il conseilla de pratiquer la même opération sur deux des trois vaisseaux encore en construction et de les intégrer à la flotte ainsi que les trois frégates encore en chantier, de réparer la Carolina et d'entretenir huit bricks et environ quatre-vingts petits navires en service actif. Sans surprise, ce programme fut rejeté par Bellegarde et François Ier, qui se contentèrent d'en adopter certaines mesures pour parer au plus pressé à moindre coût : le Severo fut rasé (en 1823) et entra en service actif en 1824 en tant que frégate sous le nom de Bellona, les travaux sur l'Italiano étant repoussés jusqu'en 1827, la Carolina fut reconstruite en tant que corvette, un des vaisseaux en chantier fut démoli et le sort des cinq navires restant sur cale resta en suspens.

#### L'«ère Paulucci»
Paulucci occupe le poste de Marine-Kommandant de 1824 à 1844, ce qui amène l'historien L. Sondhaus à baptiser la période « ère Paulucci » ; il la divise en trois phases : une phase d'« espoir et de frustration » de 1824 à 1833, au cours de laquelle la flotte est pérennisée, bénéficie d'investissements importants et obtient des succès, mais qui se termine par une humiliation face à la flotte française en 1832 ; une phase d'« économie et de complaisance » de 1833 à 1839 qui voit une diminution de ses moyens ; et enfin une dernière phase de 1840 à 1844 au cours de laquelle la marine passe du triomphe (crise orientale de 1840) à la trahison (la mutinerie des frères Bandiera).

##### Intervention au Levant
Fidèle à sa politique de statu quo politique en Europe, le gouvernement autrichien refusait de reconnaître le pavillon grec et la légitimité des blocus établis par les révolutionnaires grecs, dont il considérait ainsi les navires comme des pirates ; de leur côté les Grecs avaient tendance à considérer les navires battant pavillon neutre comme de bonne prise et s'adonnaient parfois à la franche piraterie. Cette situation conduisit à de nombreux incidents entre les navires autrichiens et grecs, culminant lors de deux interventions de la flotte autrichienne, dans les Cyclades en 1826 et à Spetsès en 1827,.

##### Expédition militaire au Maroc (1829)

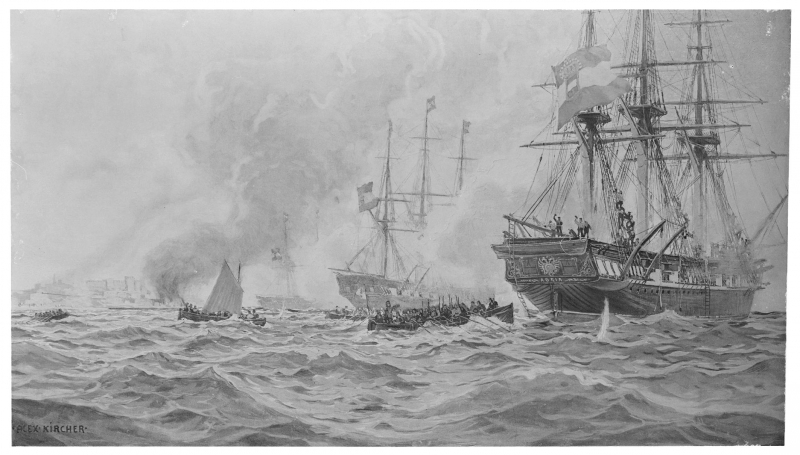
Peinture de Alexander Kircher dépeignant les combats de 1829 au Maroc.

La situation dégénéra lorsqu'en 1828, des pirates marocains réussirent à capturer le navire marchand autrichien Veloce au large de Cadix, et l'emmenèrent avec son équipage au Maroc. La situation était délicate car l'Autriche et le Maroc, qui avaient noué des relations diplomatiques pour la première fois en 1783, étaient aussi liés par un traité d'amitié et commercial datant de 1805. En réponse, la marine autrichienne dépêcha sous le commandement du Korvettenkapitän (capitaine de corvette) Franz Bandiera une flottille constituée des corvettes Carolina (26 canons) et Adria (20 canons), du brick Veneto ainsi que de la goélette Enrichetta. En raison de conditions météorologiques difficiles, la petite flotte n'atteignit sa destination qu'en janvier 1829. Des négociations s'ouvrirent alors à Gibraltar entre l'envoyé autrichien Wilhelm von Pflügl et le consul marocain Judah Benoliel. Bien que les Autrichiens obtinrent la libération de l'équipage du Veloce, le gouvernement marocain refusa la restitution du vaisseau capturé ainsi que le paiement d'une compensation financière à Vienne. Ce refus entraîna tout d'abord le blocus des ports marocains puis, sur ordre de Bandiera, le bombardement de Larache le 3 juin 1829. De plus, plus d'une centaine d'Autrichiens débarquèrent dans le port afin de couler les bricks marocains qui y mouillaient. Une bataille finit par éclater ; les Autrichiens perdirent plus d'une vingtaine d'hommes et les Marocains, plus d'une centaine. En parallèle, les villes d'Assilah et de Tétouan furent également bombardées. Il fallut attendre janvier 1830 pour qu'un traité de paix préliminaire soit signé entre l'Autriche et le Maroc. Le Veloce, quant à lui, fut restitué quelques semaines plus tard. Finalement, la mission de sauvetage fut un succès puisque depuis ce raid, les pirates d'Afrique du Nord cessèrent leurs attaques sur la marine marchande autrichienne.
Cette relative sécurité fut bénéfique au développement des compagnies et liaisons commerciales en mer Adriatique, puisqu'en 1833 fut fondée à Trieste le Lloyds autrichien, une société de collecte et de diffusion de l'information à l'international via le transport maritime. Mais c'est également un réseau de correspondants et de journaux qui, en 1836, décida de se lancer dans la navigation à vapeur. La compagnie en profita pour accroître son influence et rapidement, dès 1837, le gouvernement impérial s'accorda avec elle pour la mise en place d'une liaison régulière entre Trieste et Istanbul. Au même moment, les autorités viennoises s'attachèrent à moderniser sérieusement la marine. À titre d'exemple, le budget alloué à cet effet rendit possible la construction du tout premier bateau à roues autrichien, le Maria Anna. La même année, l'archiduc Frédéric Ferdinand s'enrôla dans la Kriegsmarine à l'âge de seulement 16 ans. Ce jeune homme passionné par la marine était le troisième fils de l'archiduc Charles-Louis, héros national auréolé de gloire pour ses faits d'armes durant les guerres napoléoniennes. À l'image de son père, il va s'avérer être un commandant talentueux et n'hésitera pas à mener un certain nombre de réformes, désirant entre autres mettre en valeur le caractère impérial et autrichien de la Kriegsmarine.

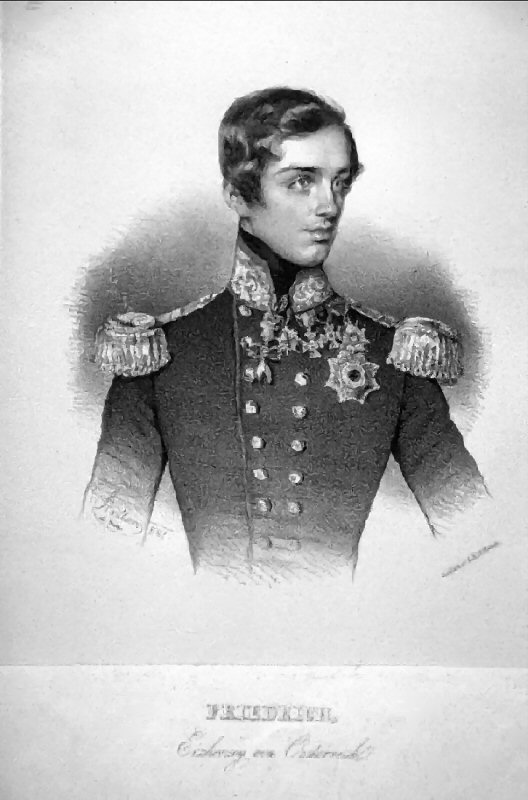
Frédéric Ferdinand fut le plus jeune commandant jamais engagé dans la Kriegsmarine.

##### Crise diplomatique sur la question d'Orient (1840)
En 1840, un épisode de la deuxième guerre égypto-ottomane allait donner l'occasion au jeune Frédéric Ferdinand de faire ses preuves en Méditerranée orientale. Les principales nations européennes, désireuses du maintien d'un équilibre des puissances depuis le Congrès de Vienne, prirent la décision de venir en aide à l'Empire ottoman alors en grande difficulté dans son conflit contre l'Égypte. Les Ottomans, qui s'attachaient à récupérer les territoires perdus à l'issue de la première guerre égypto-ottomane, avaient été vaincus par les Égyptiens à la bataille de Nézib. Le traité de Londres qui s'ensuivit fut un véritable camouflet diplomatique pour la France (tenue à l'écart en raison de son soutien à l'Égypte) et, à la suite de son rejet par Méhémet Ali, une flotte de guerre constituée des marines britannique et autrichienne fit route vers les côtes égyptiennes et mit le delta du Nil sous blocus. Elle navigua vers les côtes libanaises où, en septembre 1840, l'archiduc Frédéric Ferdinand bombarda depuis le SMS Guerriera les villes de Sidon (que les Autrichiens capturèrent avec le soutien britannique) puis Beyrouth. La Kriegsmarine continua ensuite sa route vers Acre, qu'elle s'employa également à bombarder au mois de novembre. Les défenses de la cité ayant été détruites, le jeune Frédéric Ferdinand mena lui-même le débarquement anglo-autrichien qui s'ensuivit, et hissa les drapeaux autrichien, britannique et ottoman au sommet de la citadelle d'Acre. En novembre 1840, Méhémet Ali décida d'accepter les termes de la Convention de Londres, mettant un terme au conflit. À l'issue de la campagne, Frédéric Ferdinand fut décoré de l'ordre militaire de Marie-Thérèse en reconnaissance de sa bravoure et de son leadership. En mars 1841, son père obtint qu'il devienne le futur Marinekommandant destiné à remplacer Paulucci lorsque ce dernier se retirerait ; afin de parfaire sa formation, le jeune homme fut alors chargé du commandement de diverses expéditions.

#### Période de Frédéric Ferdinand
Paulucci ayant été mis à la retraite plus tôt que prévu dans les suites du complot des frères Bandiera, Frédéric Ferdinand fut promu au grade de vice-amiral et devint commandant en chef de la Kriegsmarine le 21 août 1844.
Les officiers compromis dans le récent complot étaient trop nombreux pour que les autorités autrichiennes puissent se permettre de les écarter tous, mais l'école navale fut réformée afin de renforcer la loyauté des nouveaux officiers ; la proportion d'Italiens dans les rangs des élèves passa ainsi de 68 % en 1844 à 34 % en 1848.
Frédéric Ferdinand fut confronté à une baisse des moyens alloués à la marine, en raison de l'apaisement de la situation internationale et des suspicions envers la loyauté de la flotte ; l'escadre du Levant fut ainsi supprimée en 1845, le gouvernement refusa l'achat de nouveaux navires à vapeur et ordonna la démolition d'une des quatre frégates sans que sa remplaçante soit disponible.
L' apport le plus déterminant de l'archiduc fut le développement au détriment de Venise de la base de Pola, qui devint le port d'attache de l'escadre d'active ; en septembre 1847, sa décision d'éloigner de Venise les unités les plus puissantes s'avéra cruciale au cours des événements de 1848.
Frédéric Ferdinand mourut prématurément de la jaunisse à Venise en octobre 1847. Il n'était alors âgé que de 26 ans. Selon l'historiographie navale autrichienne traditionnelle, son décès aurait ôté à la marine autrichienne un leader efficace qui aurait pu lui éviter son quasi-effondrement au cours de la crise à venir ; un auteur remarque cependant que la mort lui épargna d'être confronté à des événements au cours desquels des personnages plus talentueux allaient perdre leur réputation, leur rang et leur honneur.

### De la révolution à la victoire

#### La première guerre d'indépendance italienne (1848–1849)

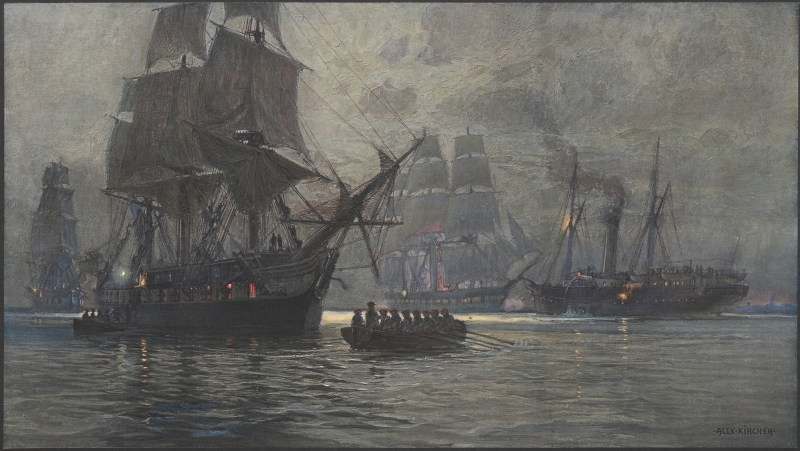
Vaisseaux autrichiens pendant le blocus de Venise en 1849.

Au printemps 1848, la plupart des nations européennes étaient en pleine ébullition. En effet, l'ordre conservateur instauré dans toute l'Europe par le congrès de Vienne depuis maintenant une trentaine d'années avait maintenu sous une chape de plomb toute chose apparentée de près ou de loin au Siècle des Lumières ou même aux idéaux de la Révolution française. Bien évidemment, il en était de même pour les minorités ethniques qui aspiraient à davantage de liberté voire à l'autonomie ou même l'indépendance pure et simple. C'était tout particulièrement le cas en Autriche, considérée à juste titre par la plupart des peuples la composant comme l'une des nations les plus autoritaires et récalcitrantes au changement sur le continent. La Révolution française de février 1848 fut l'étincelle qui mit le feu à la poudrière. De violentes manifestations étudiantes éclatèrent à Vienne et provoquèrent la chute de Metternich, chantre de l'ordre conservateur. La situation devint rapidement désespérée pour les autorités autrichiennes lorsqu'une insurrection éclata au même moment à Milan dans le royaume de Lombardie-Vénétie. Après cinq jours de furieux combats, le royaume de Piémont-Sardaigne entendit profiter de la situation pour amorcer l'unification de l'Italie et déclara la guerre à l'Autriche le 23 mars, marquant le coup d'envoi de la première guerre d'indépendance italienne. Complètement dépassée et prise au dépourvu, l'armée autrichienne s'avéra incapable de maintenir l'ordre en Lombardie et abandonna même Venise aux insurgés italiens.
L'occasion était trop belle pour les minorités italiennes de l'Empire. La cité de Venise allait poser un gros problème aux Autrichiens. Elle était en effet le plus gros port de l'Empire, et les événements en cours menèrent à la quasi-désintégration de la Kriegsmarine. Non seulement le commandant autrichien de l'arsenal de Venise fut battu à mort par ses hommes, mais en plus, le commandant en chef de la marine, le vice-amiral Anton von Martini, fut fait prisonnier.
Dans ce contexte d'effondrement de l'autorité impériale, l'officier supérieur chargé de la région littorale, le général Ferencz Guylai, prit de son propre chef la tête de la Kriegsmarine. Pour éviter une mutinerie générale des équipages, composés majoritairement d'Italiens, il libéra ceux qui le désiraient de leurs obligations et leur permirent de rentrer chez eux, avec trois mois de solde. Si une telle mesure laissa la Kriegsmarine en sous-effectifs, elle évita néanmoins sa destruction complète. Sur les 5 000 membres d'équipage que la Kriegsmarine comptait avant la révolution, il n'en restait plus que 665 pour 72 officiers. Le corps des officiers supérieurs fut particulièrement affecté : sur les seize capitaines d'active (constituant le sommet de la hiérarchie, le seul amiral en titre, Martini, n'étant pas un homme de mer), seuls trois demeurèrent en activité (dix rejoignant les insurgés, un étant tué à Venise et deux, italiens, mis à la retraite forcée) ; pour pallier le manque de cadres, les autorités durent procéder à des promotions rapides d'élèves-officiers à la formation incomplète. La situation était aggravée par la perte des installations portuaires et des chantiers navals de l'Arsenal de Venise. Sur le plan matériel, les Autrichiens conservaient en revanche les meilleurs navires. La capture du vice-amiral Anton von Martini a également porté un coup sévère au moral autrichien.
Guylai rappela tous les navires autrichiens en mission en Méditerranée et les regroupa au port de Pola avant de mettre la ville de Venise sous blocus.

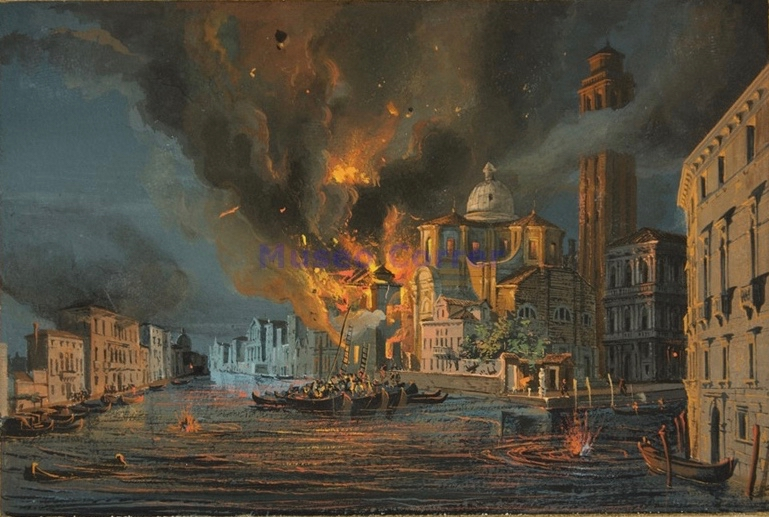
Venise refusant de se rendre, les Autrichiens la mirent sous blocus et procédèrent à un bombardement jusqu'à sa reddition en août 1849.

Pendant ce temps, le royaume des Deux-Siciles et celui de Sardaigne envoyèrent leurs propres forces navales en direction de Venise afin de soulager la pression sur les insurgés. Cette force se composait de cinq frégates ainsi que de plusieurs autres navires de taille moindre. En face d'eux, la Kriegsmarine avait à sa disposition trois frégates (44 à 50 canons), deux corvettes (18 à 20 canons), huit bricks (6 à 16 canons), une trentaine de canonnières (3 canons pour chacune d'elles), et deux bateaux à vapeur. Le rapport de force peut sembler en faveur des Autrichiens, mais ces derniers manquaient d'expérience et ne pouvaient tout simplement pas se permettre de perdre d'autres navires. Pour cette raison, ils levèrent le blocus de Venise et se réfugièrent à Trieste, que les Italiens n'osèrent pas attaquer (ce dernier étant partie intégrante de la Confédération germanique). Les deux flottes ennemies se retrouvèrent alors dans une impasse, mais très vite, les Deux-Siciles se retirèrent du conflit tandis que sur terre, les Autrichiens sous les ordres du maréchal Radetzky reprirent le dessus à l'issue de la bataille de Custoza en juillet 1848. Le 9 août, un armistice est finalement signé entre l'Autriche et le royaume de Sardaigne et un mois plus tard, le vice-amiral Anton von Martini est libéré à la suite d'un échange de prisonniers. À nouveau à la tête de la Kriegsmarine, il réclama sans succès des navires supplémentaires afin de reprendre le blocus de Venise. Finalement, ce n'est qu'après la défaite subie par le royaume de Sardaigne à la bataille de Novara que le conflit prit fin. La ville de Venise, quant à elle, ne capitulera pas avant le 27 août 1849.
Bien que les Autrichiens furent victorieux, les événements de 1848 avaient fait éclater au grand jour ce qui sera une de leurs plus grosses problématiques : les aspirations des minorités ethniques et, d'une manière générale, le danger nationaliste. Conscient de la menace, le jeune François-Joseph Ier se devait également de nommer un nouveau commandant à la tête de la Kriegsmarine, qui serait plus apte à la difficile reconstruction qui s’annonçait. Dès février 1849, son choix s'était porté sur le Danois Hans Birch Dahlerup, qui partageait la même vision que l'empereur ; celle d'une Kriegsmarine d'essence germanique et débarrassée des influences nationalistes italiennes. Sous son commandement furent introduites un certain nombre de réformes ; outre la création d'une école pour officiers, on donna la priorité au recrutement des Autrichiens, des Croates ou même des Hongrois. Jugés peu fiables, les Italiens étaient écartés et généralement versés dans d'autres corps d'armée. Après la conquête de Venise, les Autrichiens récupèrent plusieurs navires de guerre qui furent incorporés à la Kriegsmarine. En parallèle, il fut décidé de conserver provisoirement Trieste comme base navale. Des voix s'élevèrent pour un « déménagement » vers Pola, mais Dahlerup était opposé à cette idée. Néanmoins, le 20 novembre 1850, Vienne donna l'ordre de transformer le port de Pola en une base maritime adaptée aux besoins de la Kriegsmarine. Quant à Dahlerup, il n'eut guère le temps de transformer la Kriegsmarine puisqu'il démissionna en août 1851 en raison de son style de commandement qui déplût à ses pairs.

#### Les réformes de Ferdinand Maximilien (1854–1861)

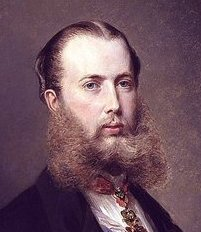
Ferdinand Max s'employa pendant des années à moderniser les infrastructures de la Kriegsmarine.

Après une période d'intérim assurée par le lieutenant général Franz Wimpffen, l'empereur François-Joseph Ier décida de nommer en septembre 1854 son frère Ferdinand Maximilien comme Oberkommandant à la tête de la Kriegsmarine. Sa nomination à l'âge de 22 ans fit de lui le plus jeune commandant en chef de l'histoire de la marine autrichienne. Il est notamment décrit par l'auteur Anthony Sokol dans son livre The Imperial and Royal Austro-Hungarian Navy comme « un des princes Habsbourg les plus talentueux, qui utilisa son prestige, son enthousiasme et sa dévotion à la Kriegsmarine pour lui accorder une place au soleil », ou encore par Lawrence Sondhaus dans The Habsburg Empire and the Sea: Austrian Naval Policy, 1797–1866 comme « le leader le plus talentueux que la marine ait jamais eu ». Le jeune archiduc était entré dans la marine au grade de lieutenant en 1851, et avait été rapidement promu capitaine commandant la corvette Minerva. Tout comme son prédécesseur Frédéric Ferdinand, le jeune Ferdinand Max va démontrer un intérêt tout particulier et personnel pour la Kriegsmarine. Parmi ses toutes premières mesures, on peut citer la construction d'une cale sèche au port de Pola ainsi que l'extension des chantiers navals de Trieste. Bénéficiant d'une grande liberté d'action, il s'employa à promouvoir un ambitieux programme de développement des ports de Pola, Venise et Trieste. Ce programme accordait une attention toute particulière à Pola, qui nécessitait de vastes aménagements pour pouvoir en faire une base navale. En plus d'une nouvelle cale sèche, les zones marécageuses furent asséchées et un nouvel arsenal fut construit. Environ une année après sa nomination, la flotte de la Kriegsmarine était composée de quatre frégates, quatre corvettes, et deux bateaux à roues en service en mer Méditerranée.
Le jeune Ferdinand Max acheta en 1856 au Royaume-Uni la frégate à vapeur Radetzky, et s'inspirera de son design moderne pour la construction de futurs navires. Par ailleurs, une des objectifs de l'archiduc était de réduire la dépendance de la marine autrichienne vis-à-vis des chantiers navals basés à l'étranger, ce qui fut chose faite cette même année, puisque la plupart des vaisseaux autrichiens étaient alors directement construits en Autriche. Parallèlement à ses réformes, Ferdinand Max initia en 1857 une expédition scientifique d'envergure, menée par la frégate SMS Novara qui deviendra le premier vaisseau de guerre autrichien à effectuer le tour du monde. Planifiée par l'Académie autrichienne des sciences (en allemand : Österreichische Akademie der Wissenschaften), elle avait pour objectif l'acquisition de nouvelles connaissances dans des domaines aussi variés que l'astronomie, la botanique, la zoologie, la géologie, l'océanographie et l'hydrographie. Cette expédition, composée de 345 membres d'équipage et sous le commandement du Kommodore Bernhard von Wüllerstorf-Urbair, quitta le port de Trieste le 30 avril 1857 et ne revînt pas avant le 30 août 1859. Ferdinand Max supervisa ensuite la construction aux chantiers navals de Pola d'un nouveau vaisseau de ligne, le SMS Kaiser, qui sera finalement commissionné en 1859. Malgré les efforts de Ferdinand Max, la marine autrichienne demeurerait toujours inférieure tant quantitativement que qualitativement que ses contemporaines française, britannique ou sarde. Les carences de la Kriegsmarine allaient être évidentes lors de la deuxième guerre d'indépendance italienne en avril 1859, pendant laquelle la flotte française, en supériorité numérique, parvint à bloquer la flotte autrichienne dans ses ports et l'empêcha de prendre part aux combats. En parallèle, sur terre, les armées franco-sardes vainquirent les Autrichiens à la bataille de Solférino et, à l'issue du traité de Zurich, arrachèrent la Lombardie à l'Autriche. À l'issue de ce conflit, Ferdinand Max prit conscience de la nécessité de transformer la Kriegsmarine en une force capable de s'opposer aux ambitions expansionnistes sardes. Même si les récentes défaites autrichiennes minèrent le budget alloué à la Kriegsmarine, l'évolution des technologies (telles que l'introduction du cuirassé à coque en fer), mais aussi la peur d'un débarquement italien sur les côtes dalmates et, surtout, l'initiation à partir de 1860 du programme d'expansion de la marine italienne nécessitaient une riposte des autorités autrichiennes.

#### Course à l'armement austro-italienne (1860–1882)

Le processus de lhégémonie autrichienne sur la péninsule.

Le royaume de Sardaigne, fort de sa récente victoire contre l'occupant autrichien, entreprît au début des années 1860 de redoubler d'efforts pour unifier la péninsule italienne sous une seule bannière. Les plébiscites organisés dans les duchés de Toscane, de Parme, de Modène ainsi qu'en Émilie-Romagne donnèrent une écrasante majorité en faveur de leur intégration au Piémont-Sardaigne. En mars, Camillo Cavour devint Ministre de la Marine et, peu de temps après l'intégration de la flotte toscane au sein de la Marine royale sarde, ordonna la construction de deux nouveaux cuirassés à coque en fer à Toulon, en France. Au même moment, plus au sud, Giuseppe Garibaldi s'attelait avec son expédition à la conquête du royaume des Deux-Siciles. L'empereur François-Joseph Ier tenta de réagir en rappelant la marine impériale autrichienne (stationnée au Levant) qui, sous le commandement du Fregattenkapitän (capitaine) Wilhelm von Tegetthoff, se redéploya dans la baie de Naples afin d'empêcher toute attaque maritime sur la cité. Néanmoins, la défection de la marine napolitaine et la rapide conquête du royaume des Deux-Siciles par les hommes de Garibaldi rendirent les manœuvres autrichiennes caduques. En mars 1861, le royaume d'Italie est officiellement proclamé sous les yeux d'une Autriche impuissante. Deux semaines après cette proclamation, la Regia Marina était née. Cela eut de lourdes conséquences tant militaires que politiques puisque la toute nouvelle marine italienne, constituée des différentes flottes de guerre l'ayant rejointe au fil des annexions, était à même de disputer le contrôle de la mer Adriatique à la Kriegsmarine autrichienne.
Les Italiens se lancèrent rapidement dans un programme d'expansion de la Regia Marina, croyant fermement qu'une marine forte leur assurerait le statut de grande puissance. L'Autriche, qui n'avait aucune intention de reconnaître l'établissement du royaume d'Italie, ne pouvait ignorer la menace navale italienne. Dès la fin de l'année 1860, Ferdinand Max avait personnellement ordonné la construction de deux premiers cuirassés à coque en fer de classe Drache de la marine impériale autrichienne. Ces vaisseaux, les SMS Drache et le SMS Salamander, étaient construits à Trieste par les chantiers navals Stabilimento Tecnico Triestino. En parallèle, l'archiduc s'employa à réunir les fonds nécessaires à la poursuite du programme. En avril 1861, il proposa à son frère François-Joseph Ier un large programme de construction pour une flotte de neuf cuirassés à coque en fer, ainsi que sept vaisseaux de guerre supplémentaires. De plus, Ferdinand Max y voyait l'occasion de remplacer progressivement les traditionnels vaisseaux en bois, rendus obsolètes par les cuirassés plus modernes. D'après lui, si les Autrichiens parvenaient à construire sept cuirassés supplémentaires en 1863, la puissance de la Kriegsmarine équivaudrait au tiers de la marine française, alors considérée comme une des plus puissantes du monde. Un tel gain de puissance serait bénéfique pour la diplomatie autrichienne, et contribuerait à sortir l'Empire de son isolement auprès des autres puissances européennes depuis la guerre de Crimée.

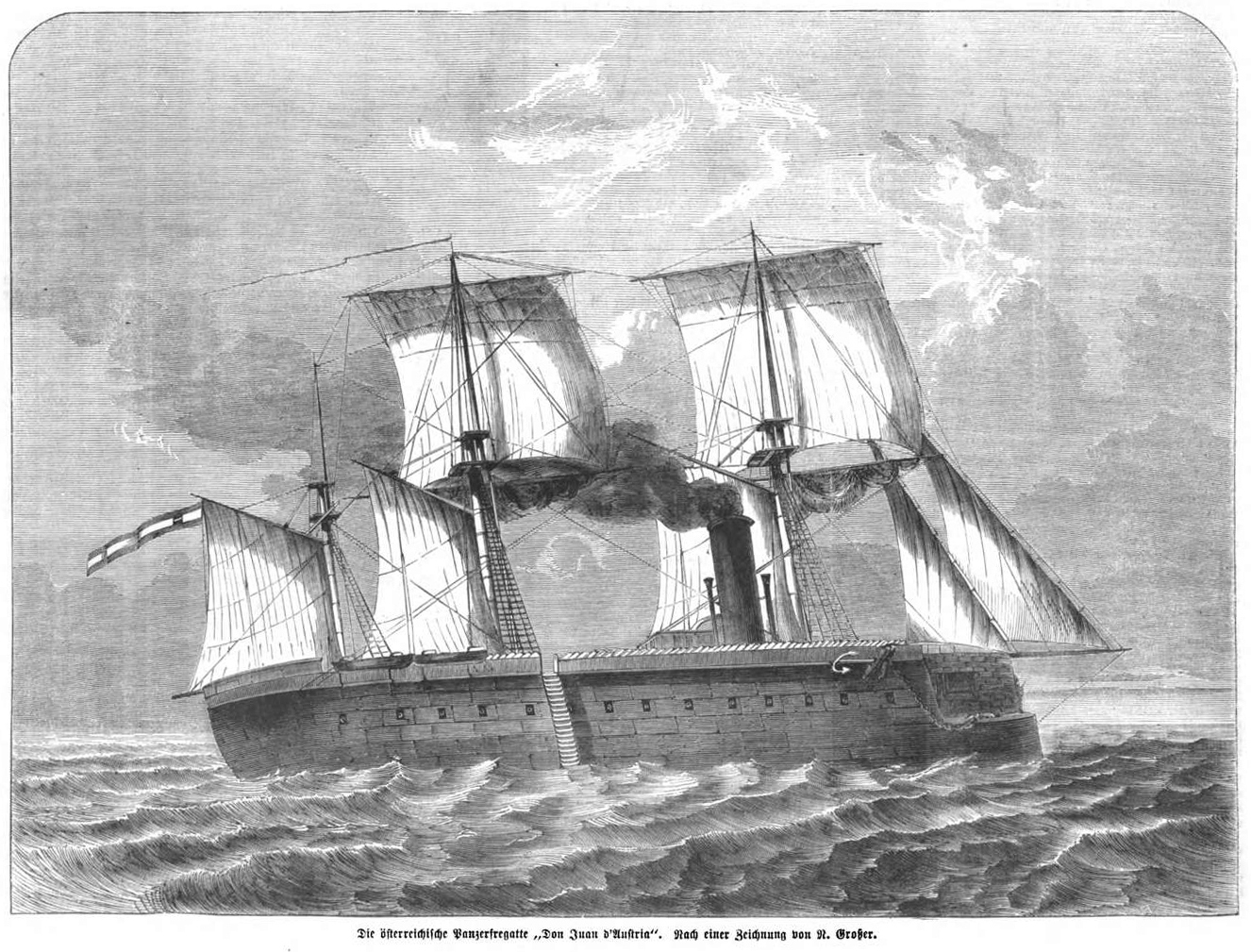
Le SMS Don Juan d'Austria a été conçu en réponse aux cuirassés italiens de classe Re d'Italia.

Pendant que Ferdinand Max s'échinait à gagner le soutien des autorités impériales, la Regia Marina poursuivait son propre programme d'armement. Cavour avait notamment rencontré à Turin le constructeur new-yorkais William Henry Webb avec qui il conclut un accord secret portant sur la construction de deux cuirassés modernes, le Re d'Italia et le Re di Portogallo. En août 1861, deux mois après le décès de Cavour, l'existence de cet accord parvint aux oreilles de Vienne qui fut plongée dans la consternation. En effet, quelques mois plus tôt, le Reichsrat avait rejeté le programme d'armement de Ferdinand Max, et ne lui avait alloué que 6 millions de florins afin de renflouer la marine impériale pour l'année 1862. Le jeune archiduc présenta donc une nouvelle mouture de son programme devant le Conseil des Ministres à Vienne, arguant qu'il avait besoin d'un budget équivalent à 15 millions de florins, plus du double de ce qui lui avait été accordé. Selon lui, les fonds additionnels devaient servir à la construction de trois cuirassés supplémentaires qui seraient suffisants pour vaincre la Regia Marina dès l'été 1862. Finalement, malgré l'avis défavorable des Ministres des Finances, d'État et des Affaires étrangères, François-Joseph Ier trancha au mois d'octobre en faveur de Ferdinand Max. L'Autriche commença ainsi la construction (toujours à Trieste), d'une seconde classe de cuirassés, la classe Kaiser Max composée du SMS Kaiser Max, du SMS Prinz Eugen et du SMS Don Juan d'Austria. En janvier 1862, l'empereur François-Joseph Ier établît un nouveau ministère chargé de superviser les affaires courantes tant de la marine marchande que de la marine impériale. Du côté financier, les choses devinrent plus compliquées pour Ferdinand Max, car si les fonds alloués pour cette même année lui avaient permis de payer les cuirassés de classe Kaiser Max, ceux alloués pour l'année 1863 ne lui permettaient d'acquérir que deux cuirassés sur les trois qu'il souhaitait. La construction de ces deux cuirassés supplémentaires, le SMS Erzherzog Ferdinand Max et le SMS Habsburg, débuta à la fin du printemps 1863. Le destin de l'archiduc Ferdinand Max prît un tournant inattendu lors qu'en octobre 1863, une délégation mexicaine lui proposa le trône vacant du Second Empire mexicain. Ayant finalement accepté la proposition, il démissionna de ses charges dans le courant de l'année 1864 et s'engagea dans une aventure qui s'avèrera être sa dernière. Malgré son départ, la course à l'armement entre Autrichiens et Italiens se poursuivra au moins jusqu'à la formation d'une alliance de circonstance en 1882, la Triplice.

#### Face-à-face en mer du Nord (1864)
En cours

#### Victoire décisive à Lissa (1866)
En cours

### Établissement de la marine austro-hongroise

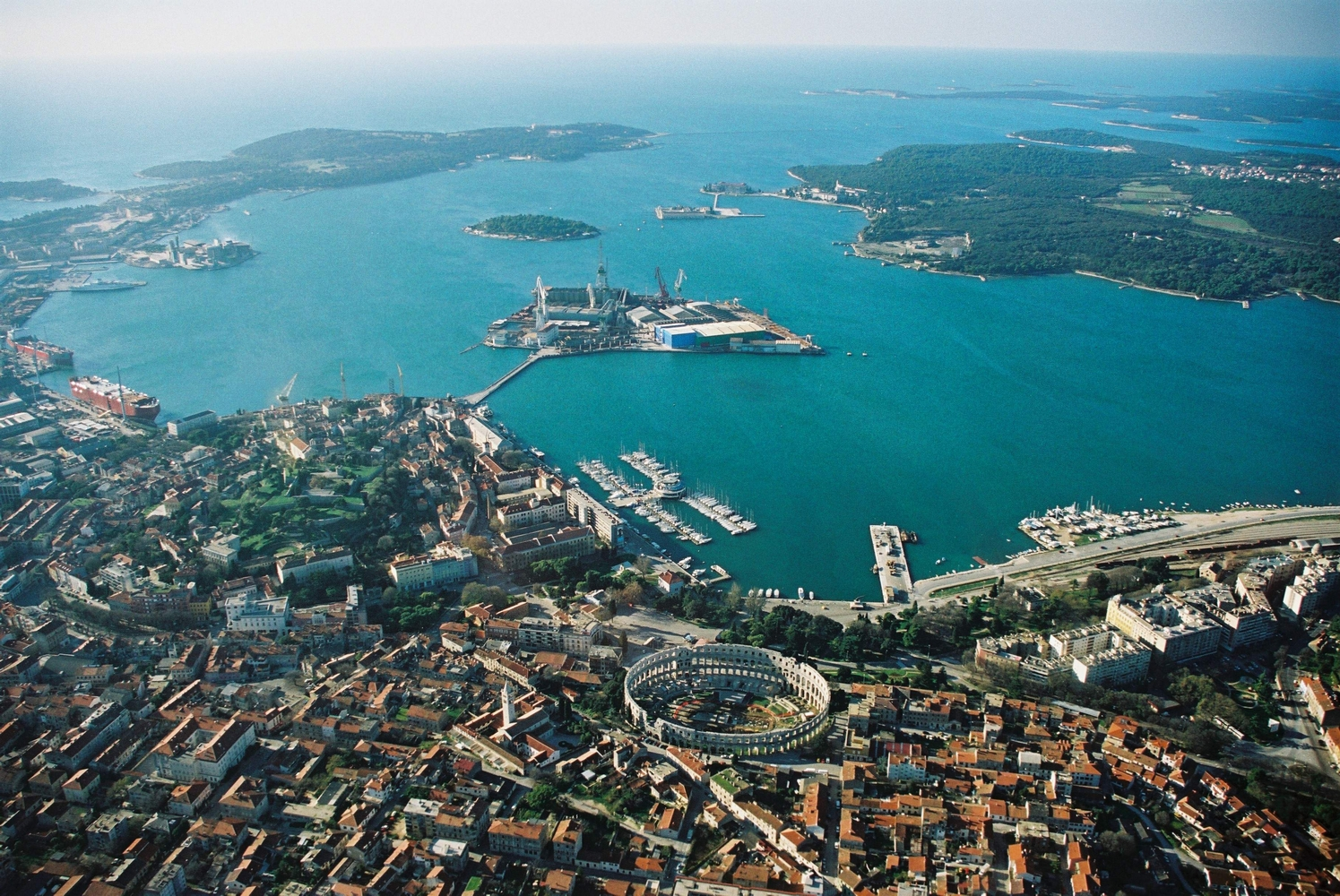
La rade de Pola, en Istrie, fut le principal arsenal de la marine austro-hongroise dans les années 1860-1918.

#### Le compromis austro-hongrois (1867)

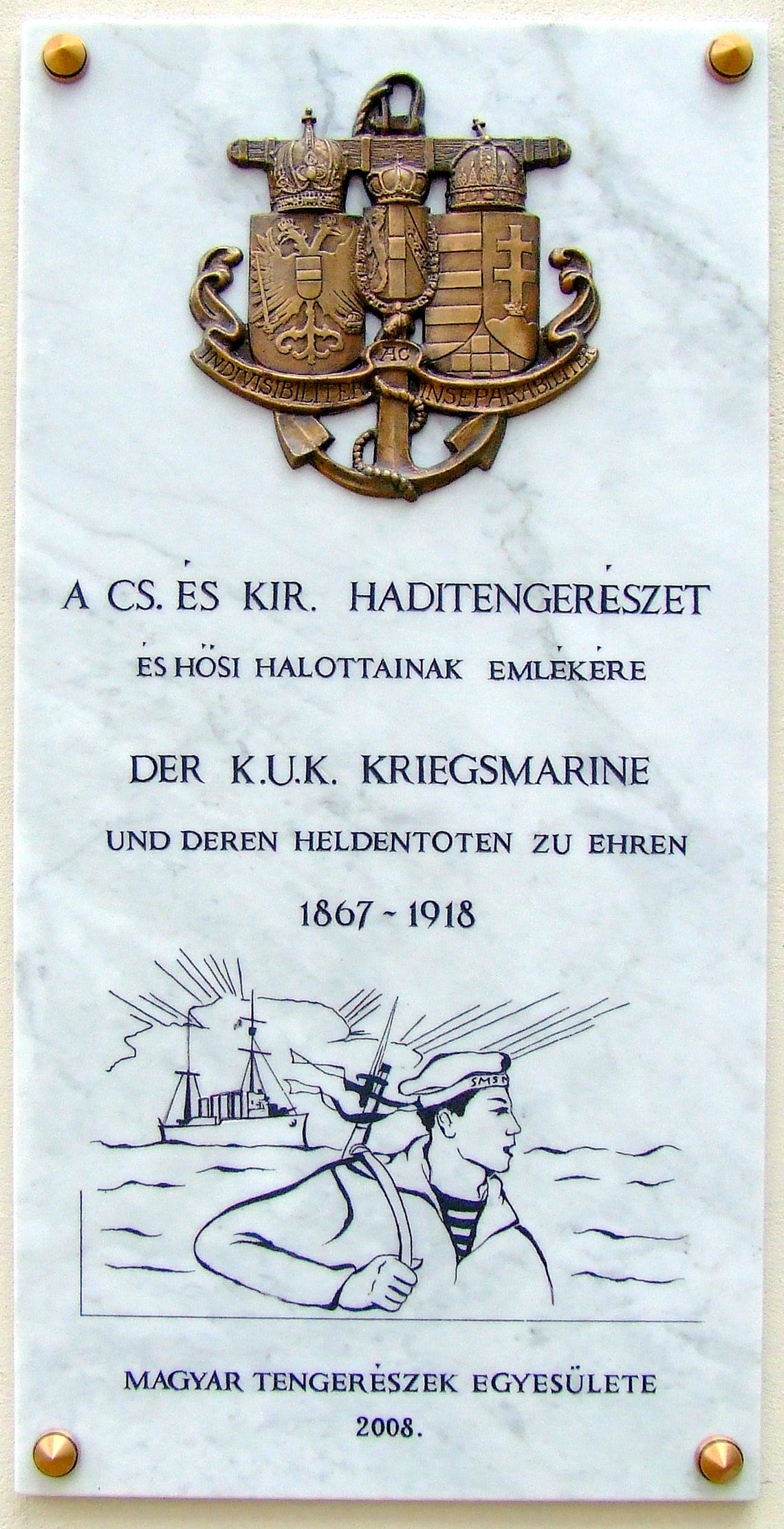
Plaque commémorative (2008) aux héros de la KuKK, musée de l'armée de Budapest, Hongrie.

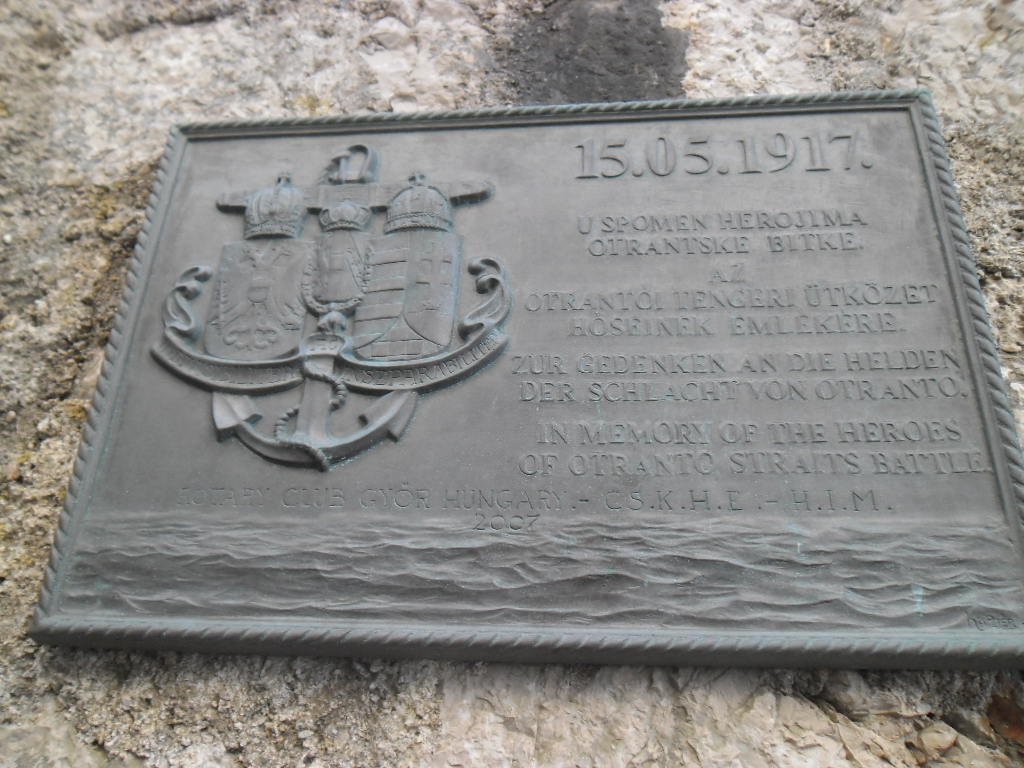
Plaque commémorative (2007) à Prevlaka, Croatie.

La « double-monarchie » d'Autriche-Hongrie est un État à dominante terrestre dont les dirigeants ne portent qu'un faible intérêt à la marine. Dans la nouvelle Constitution, la marine est rattachée au ministère de la Guerre. Sa mission principale est la protection du littoral austro-hongrois dans la Mer Adriatique (Istrie, Dalmatie, Raguse, Cattaro) et la surveillance du détroit d'Otrante. Après la défaite de 1866, lorsque l'Empire perd Venise, la priorité est donnée au renforcement de l'armée de terre ; la marine a donc la portion congrue en dépit de la forte personnalité de son chef : l'amiral Wilhelm von Tegetthoff. Celui-ci meurt prématurément en 1871 à 43 ans. Il est remplacé par l'amiral von Pöck qui essaie en vain d'obtenir la parité avec la marine italienne. Malade, il démissionne en 1883 et est remplacé par Robert von Sterneck, adepte de la stratégie de la Jeune École qui consiste à développer une flotte de faible tonnage mais nombreuse (augmentation des effectifs de torpilleurs) en adéquation avec son faible budget, insuffisant pour construire assez de cuirassés de gros tonnage pour former une escadre efficace.
Sous la pression d'une partie du Haut Commandement naval, Sterneck se détache de cette doctrine dans les années 1890 et met en chantier des croiseurs cuirassés. Ses successeurs von Spaun et Monteccucoli poursuivent l'effort de construction navale grâce à une hausse significative du budget consacré à la marine, en obtenant l'appui de l'archiduc François-Ferdinand, le Thronfolger (héritier du trône) impérial et royal. C'est l'époque où l'État devient pratiquement autonome pour la construction navale (chantiers navals de Trieste et Fiume, Usines Škoda pour l'armement et le blindage). La crise bosniaque montre également la nécessité de disposer d'une marine puissante. Commence alors une compétition entre l'Autriche-Hongrie et l'Italie, en dépit de l'adhésion des deux pays à la Triplice. L'association des marines des deux pays, confortée par une flottille allemande, vise à contester le contrôle de la Méditerranée par la Triple-Entente. C'est l'objet de la convention navale de juin 1913 entre l'Italie et l'Autriche-Hongrie. Mais l'accord n'est pas dénué d'arrière-pensées en raison des revendications irrédentistes italiennes sur l'Istrie, la Dalmatie et le Tyrol.
Jusqu'à la Première Guerre mondiale, la marine austro-hongroise participe à des opérations internationales menées conjointement par les puissances européennes : autonomie de la Crète en 1896 au sein de l'Empire ottoman ; expédition en Chine pour réprimer la révolte des Boxers en 1900-1901 et blocus maritime du port monténégrin de Bar lors de la première guerre des Balkans.

### Ordre de bataille de la K.u.K. Kriegsmarine en 1914

Artillerie côtière austro-hongroise sur l'Adriatique en 1916.

Le commandement de cette flotte est complexe, il n'existe pas de ministère de la marine et les questions navales sont du ressort d'une Direction dépendant du ministère de la Guerre. Le chef de la flotte est Anton Haus qui a son quartier-général dans la base navale de Pola, les opérations étant ordonnées par le chef des Armées. Son principal fournisseur est le chantier naval Stabilimento Tecnico Triestino de Trieste.
La marine austro-hongroise reste en 1914 la plus modeste des grands belligérants de la Première Guerre mondiale. Elle dispose de :
- quatre dreadnoughts de la classe Tegetthoff 20 000 tonnes lancés à partir de 1911 dont un en construction (Viribus Unitis, Tegetthoff, SMS Prinz Eugen et Szent István) ; pouvant filer 20 nœuds et armés notamment de 12 canons de 305 mm ;
- trois cuirassés pré-Dreadnought de 14 500 t de la classe Radetzky (Erzherzog Franz-Ferdinand, Radetzky et Zrinyi), lancés entre 1908 et 1910, filant 18 nœuds, armement principal de 4 canons de 305 mm ;
- trois cuirassés pré-Dreadnought de 10 600 t de la classe Erzherzog Karl (Erzherzog Karl, Erzherzog Friedrich et Erzherzog Ferdinand Max) lancés entre 1903 et 1905, armement principal de quatre canons de 270 mm ;
- trois cuirassés pré-Dreadnought de 8 300 t de la classe Habsburg (Habsburg, Arpad et Babenberg) lancés entre 1900 et 1902 sans grande valeur militaire ;
- trois cuirassés de défense côtière de la classe Monarch de 5 800 t lancés entre 1894 et 1895 ;
- un croiseur cuirassé, le SMS Sankt Georg, de 7 200 t lancé en 1903 ;
- un croiseur cuirassé, le SMS Kaiser Karl VI, de 6 100 t lancé en 1898 ;
- un croiseur cuirassé, le SMS Kaiserin und Königin Maria Theresia, de 5 100 t lancé en 1893 ;
- deux croiseurs protégés de la classe Kaiser Franz Joseph I, de 4 000 t. lancés entre 1889 et 1890 ;
- trois croiseurs légers de la classe Novara, de 3 500 t lancés entre 1911 et 1912 ;
- un croiseur léger, le SMS Admiral Spaun, de 3 500 t, lancé en 1909 ;
- 48 torpilleurs et contre-torpilleurs, les destroyers les plus récents étant ceux de la classe Tátra ;
- huit sous-marins.

La marine du KUK possédait des hydravions depuis 1910, année où la première base construite pour de telles machines était opérationnelle à Pula. Au début de la guerre, la marine du KUK dispose de 14 avions. Un nombre aussi faible présentait cependant un avantage : tous les pilotes et observateurs étaient des officiers de marine très bien formés à la navigation et à l'identification des navires. Pendant la guerre, 570 hydravions furent commandés et 329 furent perdus (principalement à cause d'accidents ou retrait car obsolètes). On peut donc vaguement qu'elle pouvait compter 240 avions à son apogée 
Son effectif est de 16 000 hommes, en majorité de souche croate, mais représentant la plupart des nationalités de l'Empire, à l'exception des Italiens jugés peu fiables et versés dans l'armée de terre.

### La Grande Guerre

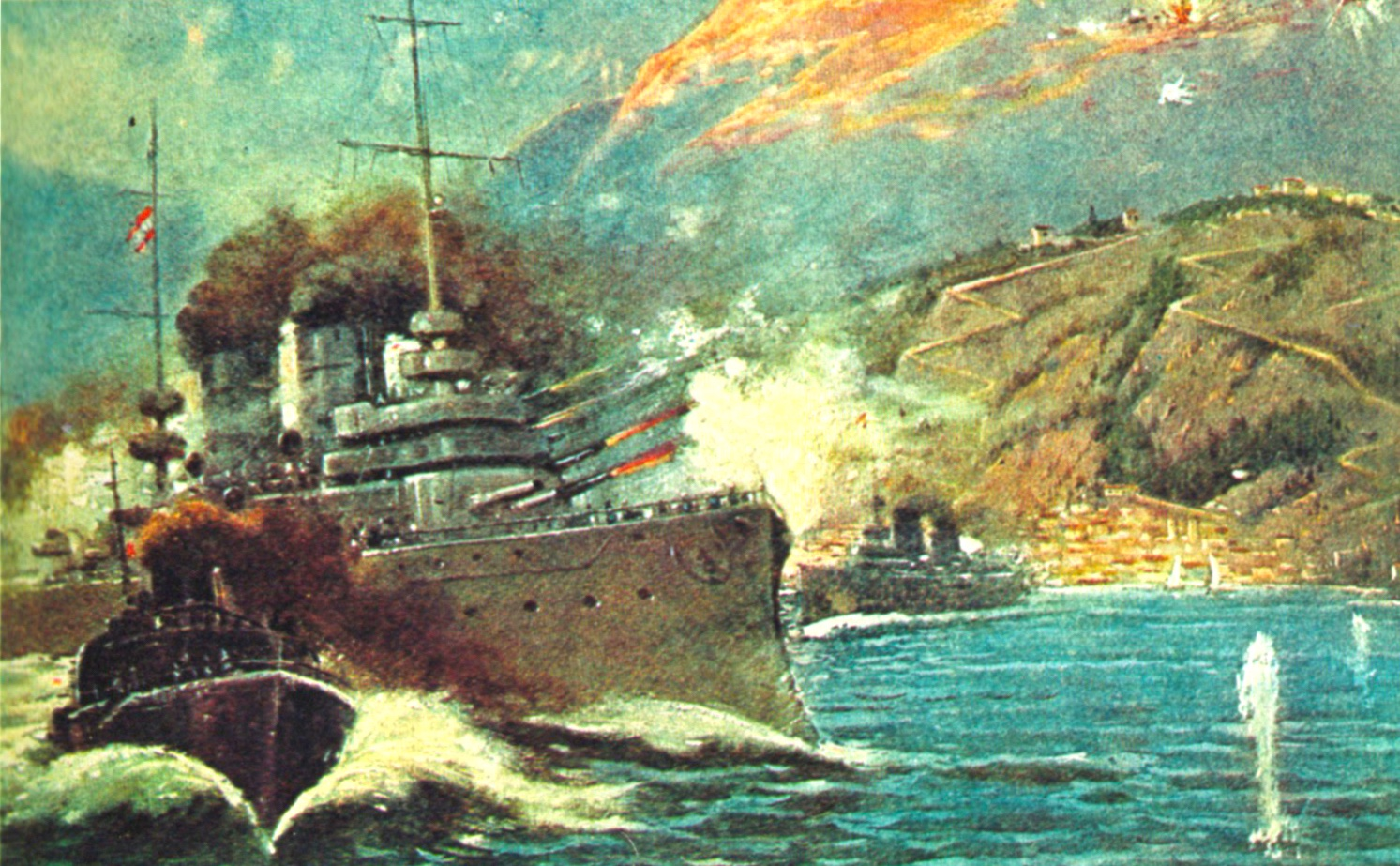
Le 10 octobre 1914 l'escadre austro-hongroise de Cattaro canonne les positions monténégrines du mont Lovćen, qui répliquent.

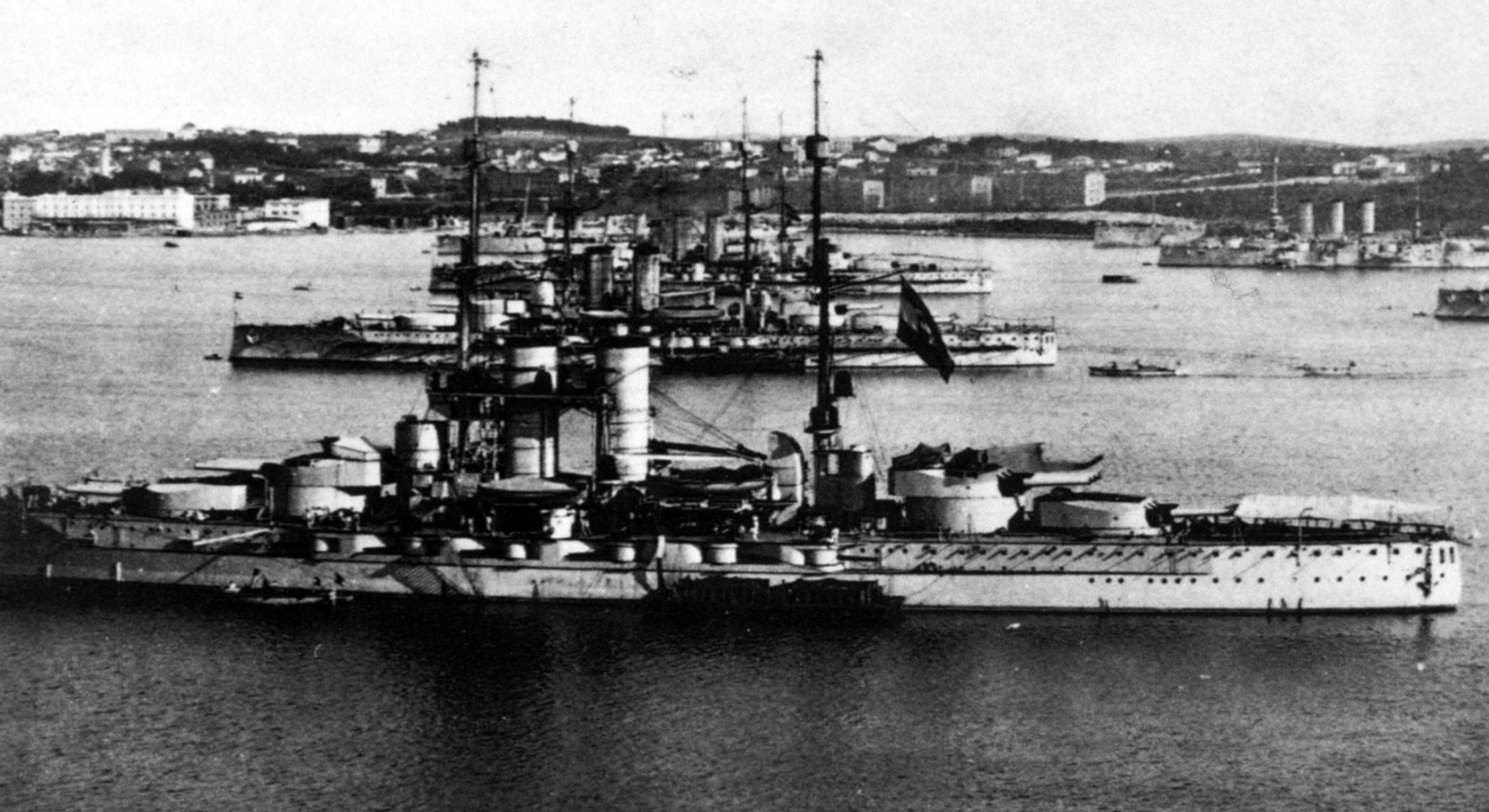
Les dreadnought austro-hongrois à Pula en 1915.

L'Adriatique est un front mineur dans la Première Guerre mondiale. L'Italie ayant déclaré sa neutralité, la première année de guerre se résume à un face-à-face entre les marines française et austro-hongroise. Cette dernière se dérobe, profitant de la protection que lui offrent les refuges naturels des îles et des côtes dalmates et du port bien protégé de Pola. Elle mène plutôt une guerre de guérilla en utilisant ses sous-marins et la pose de mines. L'Amirauté française se contente alors de bloquer le détroit d'Otrante.
L'entrée de l'Italie dans la Première Guerre mondiale en mai 1915 aux côtés des alliés crée une menace sur les bases austro-hongroises. L'Académie navale de Fiume est transférée à Braunau am Inn.
La conquête de la Serbie et du Montenegro par les forces allemandes et austro-hongroise, à l'automne 1915, vient relancer la guerre en Méditerranée : la marine austro-hongroise transfère ses bases à Cattaro dans le sud de l'Adriatique. Du 24 mai 1915 au 23 avril 1918, elle mène 28 raids dans le canal d'Otrante avec peu de résultats, ne réussissant à couler que deux transports, le Japigia le 21 avril 1917 et le Caroccio le 15 mai 1917, plus 17 voiliers et caboteurs. Les raids de bombardement contre les petits ports italiens de l'Adriatique, ne visant que des points non fortifiés, n'obtiennent pas de résultats plus significatifs et s'arrêtent en décembre 1917 par pénurie de charbon. Au total, pendant la campagne de l'Adriatique, les Austro-Hongrois perdent deux destroyers coulés, 13 destroyers, deux torpilleurs et sept petites unités endommagés, tandis que les Alliés perdent deux destroyers italiens coulés et que deux croiseurs légers britanniques et deux italiens sont endommagés ainsi que deux destroyers britanniques, deux français et un italien. Les flottes alliées mènent aussi des raids contre le cabotage austro-hongrois sur les côtes de Dalmatie et d'Albanie. Cattaro, à partir de 1915, sert de base à une flottille de sous-marins allemands dont l'U-21.
Le sort de la côte balkanique va se jouer à l'intérieur des terres, par le front de Macédoine : en 1918, l'armée alliée de Salonique enfonce les lignes bulgares et austro-hongroises et marche vers le Danube. Dans les derniers jours de la guerre, les Italiens et les Serbes, alliés mais rivaux sur les dépouilles de l'Empire austro-hongrois, cherchent à prendre des gages.
Le 30 octobre 1918, pour éviter de devoir céder sa marine aux vainqueurs, l'empereur d'Autriche-Hongrie donne l'intégralité de la flotte militaire et marchande de la double monarchie avec tous les ports, arsenaux et fortifications côtières, au Conseil du Peuple du nouvel État des Slovènes, Croates et Serbes qui vient de naître à Zagreb. Ils envoient des notes diplomatiques aux gouvernements français, britannique, italien, américain et russe pour indiquer que l'État des SCS n'était en guerre avec aucun d'entre eux et que le Conseil avait pris le contrôle de la flotte austro-hongroise. Malgré tout, le 30 octobre 1918, deux nageurs de combat envoyés depuis un torpilleur italien coulent le cuirassé SMS Viribus Unitis dans le port de Pola. Le reste de la flotte sera démembré par la Regia Marina (la marine royale italienne).

## Évolution du budget alloué à la K.u.k. Kriegsmarine entre 1867 et 1914
En dépit des efforts financiers, le budget de la marine de l'Autriche-Hongrie à la veille de la Première Guerre mondiale reste faible par rapport aux autres États européens. Le budget du Royaume-Uni lui est huit fois supérieur ; ceux de la Russie, l'Allemagne et la France le sont quatre à cinq fois ; celui de l'Italie est encore le double.

## Commandants historiques

### Commandants de la Marine impériale et royale (Marinekommandant)
- Georges Simpson (juillet 1786 - octobre 1797)
- James Ernest Williams (novembre 1797 - février 1798)
- Andrea Querini (février 1798 - janvier 1802)
- Joseph L'Espine (janvier 1802 - août 1805)
- Silvestro Dandolo (août 1805 - décembre 1805)
- Joseph L'Espine (janvier 1806 - juillet 1814)
- August de Conninck (juillet 1814 - mars 1824)
- Amilcaro Paulucci (mars 1824 - août 1844)
- Frédéric Ferdinand d'Autriche (août 1844 - octobre 1847)
- Silvestro Dandolo (octobre 1847 - novembre 1847)
- Anton von Martini (novembre 1847 - mars 1848)
- Gyulai Ferenc (mars 1848 - septembre 1848)
- Anton von Martini (septembre 1848 - janvier 1849)
- Gyulai Ferenc (janvier 1849 - mars 1849)
- Hans Birch von Dahlerup (mars 1849 - août 1851)
- Franz von Wimpffwen (août 1851 - septembre 1854)
- Ferdinánd Miksa (septembre 1854 - janvier 1864)
- Wilhelm von Tegetthoff (mars 1868 - avril 1871)
- Friedrich von Pöck (avril 1871 - novembre 1883)
- Maximilian Daublebsky von Sterneck (novembre 1883 - décembre 1897)
- Hermann von Spaun (décembre 1897 - octobre 1904)
- Rudolf von Montecuccoli (octobre 1904 - février 1913)
- Anton Haus (février 1913 - février 1917)
- Maximilian Njegovan (avril 1917 - février 1918)

### Commandants de la Flotte(Flottenkommandant)
- Anton Haus (juillet 1914 - février 1917)
- Maximilian Njegovan (février 1917 - février 1918)
- Miklós Horthy (février 1918 - novembre 1918)

### Chefs du Département maritime(Chef der Marinesektion)
- Ludwig von Fautz (juillet 1865 - mars 1868)
- Wilhelm von Tegetthoff (mars 1868 - avril 1871)
- Friedrich von Pöck (octobre 1872 - novembre 1883)
- Maximilian Daublebsky von Sterneck (novembre 1883 - décembre 1897)
- Hermann von Spaun (décembre 1897 - octobre 1904)
- Rudolf von Montecuccoli (octobre 1904 - février 1913)
- Anton Haus (février 1913 - février 1917)
- Karl Kailer von Kaltenfels (février 1917 - avril 1917)
- Maximilian Njegovan (avril 1917 - février 1918)
- Franz von Hulob (février 1918 - novembre 1918)

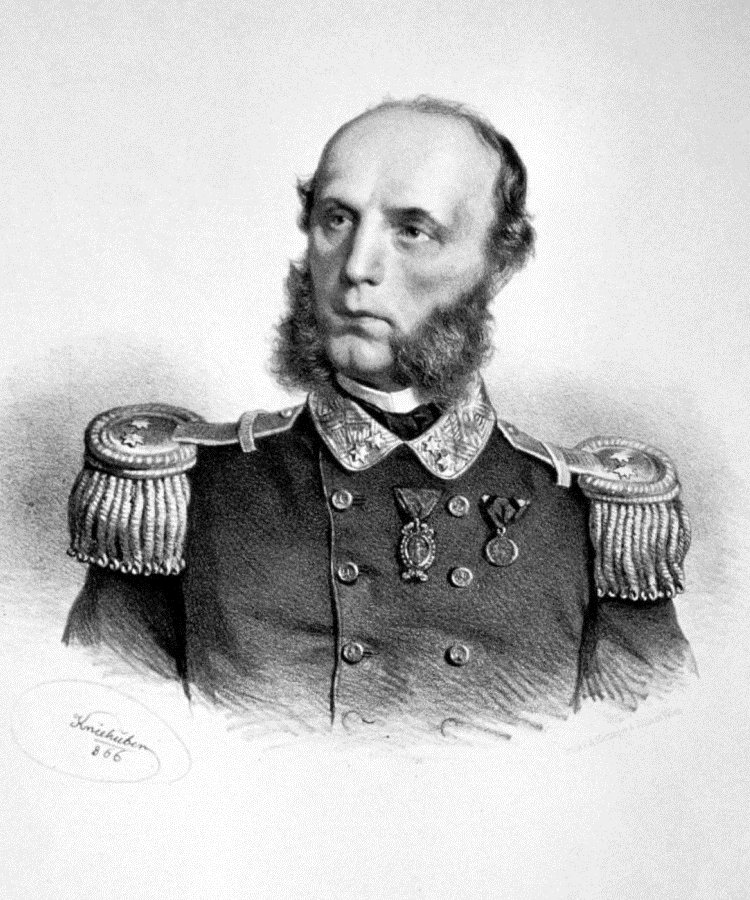
Wilhelm von Tegetthoff
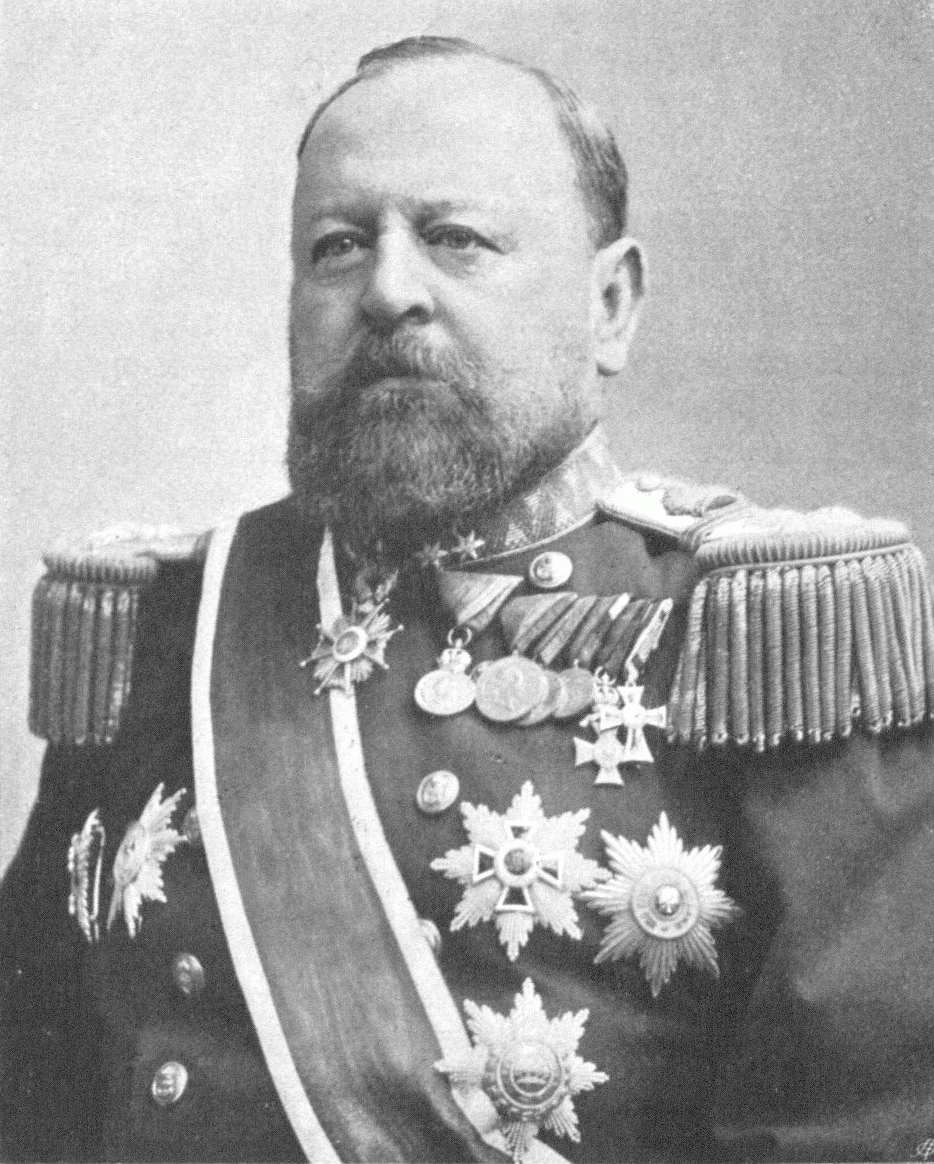
Hermann von Spaun
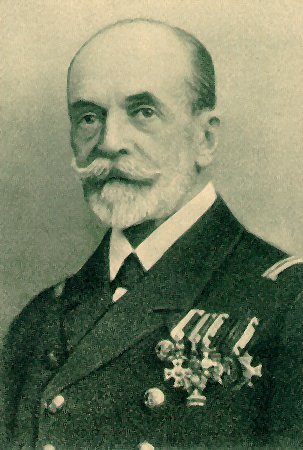
Anton Haus
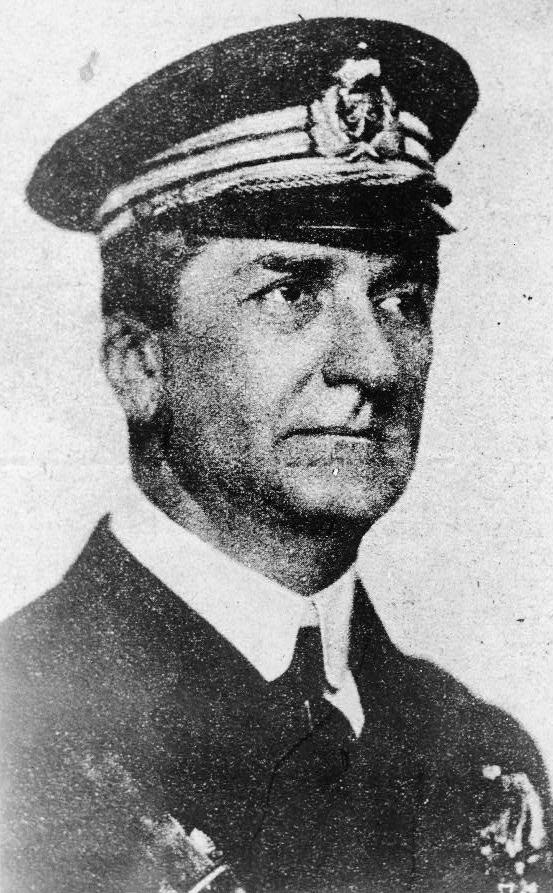
Miklós Horthy
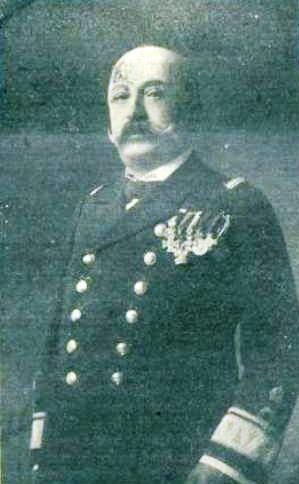
Maximilian Njegovan

## Grades et échelons
| Officiers généraux Flaggenoffiziere                                                                  | Officiers généraux Flaggenoffiziere                                                        | Officiers généraux Flaggenoffiziere                                                        | Officiers généraux Flaggenoffiziere                                                        | Officiers généraux Flaggenoffiziere                                                        | Officiers généraux Flaggenoffiziere                                                        | Officiers généraux Flaggenoffiziere                                                        | Officiers généraux Flaggenoffiziere                                                        | Officiers généraux Flaggenoffiziere                                                        | Officiers généraux Flaggenoffiziere                                                        | Officiers généraux Flaggenoffiziere                                        | Officiers généraux Flaggenoffiziere                                        | Officiers généraux Flaggenoffiziere                                        | Officiers généraux Flaggenoffiziere                                        | Officiers généraux Flaggenoffiziere                                        | Officiers généraux Flaggenoffiziere                                        | Officiers généraux Flaggenoffiziere                                        | Officiers généraux Flaggenoffiziere                                        | Officiers généraux Flaggenoffiziere                                        | Officiers généraux Flaggenoffiziere                                        | Officiers généraux Flaggenoffiziere                                                                    | Officiers généraux Flaggenoffiziere                                                                    | Officiers généraux Flaggenoffiziere                                                                    | Officiers généraux Flaggenoffiziere                                                                    | Officiers généraux Flaggenoffiziere                                                                    | Officiers généraux Flaggenoffiziere                                                                    | Officiers généraux Flaggenoffiziere                                                                    | Officiers généraux Flaggenoffiziere                                                                    | Officiers généraux Flaggenoffiziere                                                                    | Officiers généraux Flaggenoffiziere                                                                    |
| --- | ------------------------------------------------------------------------------------------ | ------------------------------------------------------------------------------------------ | ------------------------------------------------------------------------------------------ | ------------------------------------------------------------------------------------------ | ------------------------------------------------------------------------------------------ | ------------------------------------------------------------------------------------------ | ------------------------------------------------------------------------------------------ | ------------------------------------------------------------------------------------------ | ------------------------------------------------------------------------------------------ | -------------------------------------------------------------------------- | -------------------------------------------------------------------------- | -------------------------------------------------------------------------- | -------------------------------------------------------------------------- | -------------------------------------------------------------------------- | -------------------------------------------------------------------------- | -------------------------------------------------------------------------- | -------------------------------------------------------------------------- | -------------------------------------------------------------------------- | -------------------------------------------------------------------------- | --- | --- | --- | --- | --- | --- | --- | --- | --- | --- |
| Grand-amiral Großadmiral Amiral Admiral                                                              |                                                                                            |                                                                                            |                                                                                            |                                                                                            |                                                                                            |                                                                                            |                                                                                            |                                                                                            |                                                                                            |                                                                            |                                                                            |                                                                            |                                                                            |                                                                            |                                                                            |                                                                            |                                                                            |                                                                            |                                                                            | | | | | | | | | | |
| Vice-amiral Viceadmiral                                                                              | Vice-amiral Viceadmiral                                                                    | Vice-amiral Viceadmiral                                                                    | Vice-amiral Viceadmiral                                                                    | Vice-amiral Viceadmiral                                                                    | Vice-amiral Viceadmiral                                                                    | Vice-amiral Viceadmiral                                                                    | Vice-amiral Viceadmiral                                                                    | Vice-amiral Viceadmiral                                                                    | Vice-amiral Viceadmiral                                                                    | Vice-amiral Viceadmiral                                                    | Vice-amiral Viceadmiral                                                    | Vice-amiral Viceadmiral                                                    | Vice-amiral Viceadmiral                                                    | Vice-amiral Viceadmiral                                                    | Contre-amiral Kontreadmiral                                                | Contre-amiral Kontreadmiral                                                | Contre-amiral Kontreadmiral                                                | Contre-amiral Kontreadmiral                                                | Contre-amiral Kontreadmiral                                                | Contre-amiral Kontreadmiral                                                                            | Contre-amiral Kontreadmiral                                                                            | Contre-amiral Kontreadmiral                                                                            | Contre-amiral Kontreadmiral                                                                            | Contre-amiral Kontreadmiral                                                                            | Contre-amiral Kontreadmiral                                                                            | Contre-amiral Kontreadmiral                                                                            | Contre-amiral Kontreadmiral                                                                            | Contre-amiral Kontreadmiral                                                                            | Contre-amiral Kontreadmiral                                                                            |
| Officiers Oberoffiziere                                                                              |                                                                                            |                                                                                            |                                                                                            |                                                                                            |                                                                                            |                                                                                            |                                                                                            |                                                                                            |                                                                                            |                                                                            |                                                                            |                                                                            |                                                                            |                                                                            |                                                                            |                                                                            |                                                                            |                                                                            |                                                                            | | | | | | | | | | |
| Capitaine de vaisseau Linienschiffskapitän                                                           | Capitaine de vaisseau Linienschiffskapitän                                                 | Capitaine de vaisseau Linienschiffskapitän                                                 | Capitaine de vaisseau Linienschiffskapitän                                                 | Capitaine de vaisseau Linienschiffskapitän                                                 | Capitaine de frégate Fregattenkapitän                                                      | Capitaine de frégate Fregattenkapitän                                                      | Capitaine de frégate Fregattenkapitän                                                      | Capitaine de frégate Fregattenkapitän                                                      | Capitaine de frégate Fregattenkapitän                                                      | Capitaine de corvette Korvettenkapitän                                     | Capitaine de corvette Korvettenkapitän                                     | Capitaine de corvette Korvettenkapitän                                     | Capitaine de corvette Korvettenkapitän                                     | Capitaine de corvette Korvettenkapitän                                     | Lieutenant de vaisseau Linienschiffsleutnant                               | Lieutenant de vaisseau Linienschiffsleutnant                               | Lieutenant de vaisseau Linienschiffsleutnant                               | Lieutenant de vaisseau Linienschiffsleutnant                               | Lieutenant de vaisseau Linienschiffsleutnant                               | Lieutenant de frégate Fregattenschiffsleutnant                                                         | Lieutenant de frégate Fregattenschiffsleutnant                                                         | Lieutenant de frégate Fregattenschiffsleutnant                                                         | Lieutenant de frégate Fregattenschiffsleutnant                                                         | Lieutenant de frégate Fregattenschiffsleutnant                                                         | Lieutenant de corvette Korvettenleutnant (depuis 1916)                                                 | Lieutenant de corvette Korvettenleutnant (depuis 1916)                                                 | Lieutenant de corvette Korvettenleutnant (depuis 1916)                                                 | Lieutenant de corvette Korvettenleutnant (depuis 1916)                                                 | Lieutenant de corvette Korvettenleutnant (depuis 1916)                                                 |
| Aspirants                                                                                            |                                                                                            |                                                                                            |                                                                                            |                                                                                            |                                                                                            |                                                                                            |                                                                                            |                                                                                            |                                                                                            |                                                                            |                                                                            |                                                                            |                                                                            |                                                                            |                                                                            |                                                                            |                                                                            |                                                                            |                                                                            | | | | | | | | | | |
| Enseigne Seefähnrich                                                                                 | Enseigne Seefähnrich                                                                       | Enseigne Seefähnrich                                                                       | Enseigne Seefähnrich                                                                       | Enseigne Seefähnrich                                                                       | Enseigne Seefähnrich                                                                       | Enseigne Seefähnrich                                                                       | Enseigne Seefähnrich                                                                       | Enseigne Seefähnrich                                                                       | Enseigne Seefähnrich                                                                       | Enseigne Seefähnrich                                                       | Enseigne Seefähnrich                                                       | Enseigne Seefähnrich                                                       | Enseigne Seefähnrich                                                       | Enseigne Seefähnrich                                                       | Élève-officier Seekadett                                                   | Élève-officier Seekadett                                                   | Élève-officier Seekadett                                                   | Élève-officier Seekadett                                                   | Élève-officier Seekadett                                                   | Élève-officier Seekadett                                                                               | Élève-officier Seekadett                                                                               | Élève-officier Seekadett                                                                               | Élève-officier Seekadett                                                                               | Élève-officier Seekadett                                                                               | Élève-officier Seekadett                                                                               | Élève-officier Seekadett                                                                               | Élève-officier Seekadett                                                                               | Élève-officier Seekadett                                                                               | Élève-officier Seekadett                                                                               |
| Chef supérieur Chef télégraphiste supérieur Oberstabsbootsmann Oberstabstelegraphenmeister           | Chef supérieur Chef télégraphiste supérieur Oberstabsbootsmann Oberstabstelegraphenmeister | Chef supérieur Chef télégraphiste supérieur Oberstabsbootsmann Oberstabstelegraphenmeister | Chef supérieur Chef télégraphiste supérieur Oberstabsbootsmann Oberstabstelegraphenmeister | Chef supérieur Chef télégraphiste supérieur Oberstabsbootsmann Oberstabstelegraphenmeister | Chef supérieur Chef télégraphiste supérieur Oberstabsbootsmann Oberstabstelegraphenmeister | Chef supérieur Chef télégraphiste supérieur Oberstabsbootsmann Oberstabstelegraphenmeister | Chef supérieur Chef télégraphiste supérieur Oberstabsbootsmann Oberstabstelegraphenmeister | Chef supérieur Chef télégraphiste supérieur Oberstabsbootsmann Oberstabstelegraphenmeister | Chef supérieur Chef télégraphiste supérieur Oberstabsbootsmann Oberstabstelegraphenmeister | Chef moyen Chef télégraphiste moyen Stabsbootsmann Stabstelegraphenmeister | Chef moyen Chef télégraphiste moyen Stabsbootsmann Stabstelegraphenmeister | Chef moyen Chef télégraphiste moyen Stabsbootsmann Stabstelegraphenmeister | Chef moyen Chef télégraphiste moyen Stabsbootsmann Stabstelegraphenmeister | Chef moyen Chef télégraphiste moyen Stabsbootsmann Stabstelegraphenmeister | Chef moyen Chef télégraphiste moyen Stabsbootsmann Stabstelegraphenmeister | Chef moyen Chef télégraphiste moyen Stabsbootsmann Stabstelegraphenmeister | Chef moyen Chef télégraphiste moyen Stabsbootsmann Stabstelegraphenmeister | Chef moyen Chef télégraphiste moyen Stabsbootsmann Stabstelegraphenmeister | Chef moyen Chef télégraphiste moyen Stabsbootsmann Stabstelegraphenmeister | Chef inférieur Chef télégraphiste inférieur Unterbootsmann Untertelegraphenmeister                     | Chef inférieur Chef télégraphiste inférieur Unterbootsmann Untertelegraphenmeister                     | Chef inférieur Chef télégraphiste inférieur Unterbootsmann Untertelegraphenmeister                     | Chef inférieur Chef télégraphiste inférieur Unterbootsmann Untertelegraphenmeister                     | Chef inférieur Chef télégraphiste inférieur Unterbootsmann Untertelegraphenmeister                     | Chef inférieur Chef télégraphiste inférieur Unterbootsmann Untertelegraphenmeister                     | Chef inférieur Chef télégraphiste inférieur Unterbootsmann Untertelegraphenmeister                     | Chef inférieur Chef télégraphiste inférieur Unterbootsmann Untertelegraphenmeister                     | Chef inférieur Chef télégraphiste inférieur Unterbootsmann Untertelegraphenmeister                     | Chef inférieur Chef télégraphiste inférieur Unterbootsmann Untertelegraphenmeister                     |
| Sous-officiers niedere Unteroffiziere                                                                |                                                                                            |                                                                                            |                                                                                            |                                                                                            |                                                                                            |                                                                                            |                                                                                            |                                                                                            |                                                                                            |                                                                            |                                                                            |                                                                            |                                                                            |                                                                            |                                                                            |                                                                            |                                                                            |                                                                            |                                                                            | | | | | | | | | | |
| Quartier-maître Quartier-maître télégraphiste Quartiermeister Telegraphenquartiermeister             | Quartier-maître Quartier-maître télégraphiste Quartiermeister Telegraphenquartiermeister   | Quartier-maître Quartier-maître télégraphiste Quartiermeister Telegraphenquartiermeister   | Quartier-maître Quartier-maître télégraphiste Quartiermeister Telegraphenquartiermeister   | Quartier-maître Quartier-maître télégraphiste Quartiermeister Telegraphenquartiermeister   | Quartier-maître Quartier-maître télégraphiste Quartiermeister Telegraphenquartiermeister   | Quartier-maître Quartier-maître télégraphiste Quartiermeister Telegraphenquartiermeister   | Quartier-maître Quartier-maître télégraphiste Quartiermeister Telegraphenquartiermeister   | Quartier-maître Quartier-maître télégraphiste Quartiermeister Telegraphenquartiermeister   | Quartier-maître Quartier-maître télégraphiste Quartiermeister Telegraphenquartiermeister   | Marin supérieur Télégraphiste supérieur Marsgast Telegraphengast           | Marin supérieur Télégraphiste supérieur Marsgast Telegraphengast           | Marin supérieur Télégraphiste supérieur Marsgast Telegraphengast           | Marin supérieur Télégraphiste supérieur Marsgast Telegraphengast           | Marin supérieur Télégraphiste supérieur Marsgast Telegraphengast           | Marin supérieur Télégraphiste supérieur Marsgast Telegraphengast           | Marin supérieur Télégraphiste supérieur Marsgast Telegraphengast           | Marin supérieur Télégraphiste supérieur Marsgast Telegraphengast           | Marin supérieur Télégraphiste supérieur Marsgast Telegraphengast           | Marin supérieur Télégraphiste supérieur Marsgast Telegraphengast           | Marin de première classe Télégraphiste de première classe Matrose 1 Klasse Telegraphenmatrose 1 Klasse | Marin de première classe Télégraphiste de première classe Matrose 1 Klasse Telegraphenmatrose 1 Klasse | Marin de première classe Télégraphiste de première classe Matrose 1 Klasse Telegraphenmatrose 1 Klasse | Marin de première classe Télégraphiste de première classe Matrose 1 Klasse Telegraphenmatrose 1 Klasse | Marin de première classe Télégraphiste de première classe Matrose 1 Klasse Telegraphenmatrose 1 Klasse | Marin de première classe Télégraphiste de première classe Matrose 1 Klasse Telegraphenmatrose 1 Klasse | Marin de première classe Télégraphiste de première classe Matrose 1 Klasse Telegraphenmatrose 1 Klasse | Marin de première classe Télégraphiste de première classe Matrose 1 Klasse Telegraphenmatrose 1 Klasse | Marin de première classe Télégraphiste de première classe Matrose 1 Klasse Telegraphenmatrose 1 Klasse | Marin de première classe Télégraphiste de première classe Matrose 1 Klasse Telegraphenmatrose 1 Klasse |
| Matelots                                                                                             |                                                                                            |                                                                                            |                                                                                            |                                                                                            |                                                                                            |                                                                                            |                                                                                            |                                                                                            |                                                                                            |                                                                            |                                                                            |                                                                            |                                                                            |                                                                            |                                                                            |                                                                            |                                                                            |                                                                            |                                                                            | | | | | | | | | | |
| Marin de seconde classe Télégraphiste de seconde classe Matrose 2 Klasse Telegraphenmatrose 2 Klasse |                                                                                            |                                                                                            |                                                                                            |                                                                                            |                                                                                            |                                                                                            |                                                                                            |                                                                                            |                                                                                            |                                                                            |                                                                            |                                                                            |                                                                            |                                                                            |                                                                            |                                                                            |                                                                            |                                                                            |                                                                            | | | | | | | | | | |

## Constructeurs et chantiers navals
La plus grosse partie des vaisseaux de guerre autrichiens provenait de chantiers navals implantés sur les côtes de la mer Adriatique, en particulier ceux situés en Istrie et en Vénétie. Le plus important était sans conteste STT (Stabilimento Tecnico Trieste), une compagnie située dans la cité portuaire de Trieste et fondée en 1857. Parmi les autres entreprises, on peut citer l'Arsenal de Pola ou encore Skoda-Wiktowize. Enfin, il y a les chantiers navals de Montfalcone (Cantieri Navali Triestino).

## Pavillons et marques de commandement
Le pavillon officiel et originel de la Kriegsmarine est celui datant de 1786. Néanmoins, en 1915, une nouvelle version de l'enseigne naval fut approuvée par François-Joseph : celle-ci était une copie conforme du drapeau original mais elle faisait figurer les armoiries hongroises du côté droit, à l'image du pavillon marchand austro-hongrois. Ce nouveau pavillon fut fort peu utilisé, aussi les navires autrichiens continuèrent-ils à utiliser le drapeau original jusqu'à la fin du conflit. Les officiers généraux, quant à eux, avaient leur propre drapeau de commandement. Il y eut quatre "générations" de drapeaux de commandements : la première fut instaurée entre 1853 et 1874, la deuxième de 1874 à 1894, la troisième de 1894 à 1915 et la dernière (dont les drapeaux figurent ci-dessous) de 1915 à 1918.

Enseigne naval (1786–1918)
Enseigne civil (1869–1918)
Enseigne naval (1915–1918)

Konteradmiral Contre-amiral (1915)
Viceadmiral Vice-amiral (1915)
Admiral Amiral (1915)
Großadmiral Grand-amiral (1915)